# Kimi Räikkönen

Logo Kimiego Räikkönena

Kimi Matias Räikkönen (ur. 17 października 1979 w Espoo) – fiński kierowca wyścigowy i rajdowy; mistrz świata Formuły 1 z sezonu 2007 i dwukrotny wicemistrz z sezonu 2003, 2005 oraz drugi wicemistrz z sezonu 2008, 2012 i 2018. W latach 2007–2009 oraz 2014–2018 kierowca wyścigowy zespołu Ferrari w Formule 1. W sezonach 2019–2021 startował w zespole Alfa Romeo Racing Orlen F1 w Formule 1. Zajmuje trzecie miejsce pod względem liczby startów w F1, których w momencie zakończenia kariery w 2021 roku posiadał 322.
Wraz ze swoim menadżerem Steve’em Robertsonem założyli w 2004 roku zespół Räikkönen Robertson Racing, który startuje w Brytyjskiej Formule 3 oraz Europejskiej Formule BMW.

## Życiorys

### Karting
Räikkönen rozpoczął starty w kartingu w 1988 roku. W ciągu trzech sezonów zdołał odnieść kilka zwycięstw w klasach A, B i C. W 1991 startował w krajowych zawodach kartingowych w klasie Mini. Od 1992 roku przez trzy sezony kontynuował starty w kraju, ale już w klasie Raket. W 1993 został sklasyfikowany na 9., a w 1994 roku na 2. w klasyfikacji ogólnej Pucharu Finlandii. W 1995 r. startował w Formule A, gdzie w pierwszym wyścigu odniósł zwycięstwo. Pod koniec sezonu został zaproszony na prestiżowe zawody Monaco Cup.
W 1996 roku zajął czwarte miejsce w Mistrzostwach Finlandii Formuły A. Startował również w wyścigach Mistrzostw Świata i Mistrzostw Skandynawii. Rok później został Mistrzem Finlandii w Interkontynentalnej Klasie A i zajął czwarte miejsce w Mistrzostwach Skandynawii w tej samej klasie był 4. Startował również w kartingowych Grand Prix i Mistrzostwach Świata. Został zaproszony do jazdy w zespole Petera de Bruina.
W 1998 roku przeniósł się do Holandii (za poradą Bruina), kontynuował jednak starty w swoim kraju. Tego samego roku został Mistrzem Finlandii i Mistrzem Skandynawii. W klasie Interkontynentalnej Formuły A został zwycięzcą Europejskiego Grand Prix, a w klasie Super A zajął drugie miejsce. Zajął trzecie miejsce w Monaco Cup (klasa Super A). Z Mistrzostw Świata w klasie Super A wycofał się.
W 1999 roku, za sprawą swojego menadżera przeniósł się z Holandii do Wielkiej Brytanii. Był to ostatni rok Räikkönena w kartingu. Zakończył go jako Wicemistrz Finlandii w klasie Formuły A. Zajął także 10. miejsce w Mistrzostwach Świata w Formule Super A.

### Formuła Renault i Ford
W barwach Haywood Racing wystartował w krajowej edycji Formuły Renault. W jednym z czterech wyścigów, w których startował, zajął trzecie miejsce. Później, w barwach Manor Motorsport wystąpił w Zimowym Pucharze Formuły Renault, który całkowicie zdominował wygrywając wszystkie cztery wyścigi i do każdego startując z pole position. Tego samego roku startował jeszcze w Pucharze Europy Formuły Ford zajmując piąte miejsce oraz w Festiwalu Formuły Ford.
W 2000 roku kontynuował współpracę z Manor Motorsport w głównym cyklu Brytyjskiej Formuły Renault. Wystartował w dziesięciu wyścigach, wygrywając w siedmiu, do sześciu startując z pole position i zapewniając sobie równocześnie kolejny tytuł mistrzowski. Räikkönen wystartował także w trzech wyścigach zaliczanych do Europejskiej Formuły Renault gdzie odniósł dwie wygrane i zdobył dwa pole position.

### Formuła 1

#### 2001: Sauber
W 2001 roku Räikkönen planował starty w Formule 3, ale nieoczekiwanie pojawiła się możliwość debiutu za kierownicą bolidu Formuły 1. Z taką inicjatywą wyszedł Peter Sauber, który był pod wrażeniem dotychczasowych osiągnięć i umiejętności Fina. Testy przeprowadzone przez zespół Sauber miały miejsce we wrześniu 2000 r. na torze Mugello. Osiągi Räikkönena nie były imponujące pierwszego dnia, gdyż poświęcił go na przyzwyczajenie się do przeciążeń towarzyszącym jeździe w bolidzie F1. W kolejnych testach pokazał swój potencjał poprawiając znacznie swoje czasy.
W środowisku zrobiło się głośno o jego debiucie w roli kierowcy testowego w sezonie 2001. Peter Sauber nie chciał jednak czekać i jeszcze tego samego miesiąca poinformowano o zawarciu umowy dotyczącej startów w Grand Prix. Problem stanowił brak doświadczenia w seriach bezpośrednio poprzedzających Formułę 1 (np. ówczesna Formuła 3000). W tym czasie Räikkönen miał na swoim koncie tylko 23 starty w seriach samochodów jednomiejscowych.
Aby Fin mógł zadebiutować w Formule 1, podczas zebrania Komisji Formuły 1, które odbyło się 7 grudnia 2000 r., konieczne było uzyskanie 18 z 25 głosów. Od głosowania wstrzymał się prezydent FIA – Max Mosley, a tylko dwóch głosujących było przeciw. Jeszcze tego samego dnia Sauber potwierdził Räikkönena jako partnera Nicka Heidfelda w sezonie 2001. Swojego niezadowolenia z decyzji komisji nie kryli m.in. Max Mosley oraz Jenson Button.
Räikkönen zaliczył udany debiut w Grand Prix Australii na torze Albert Park – w kwalifikacjach zajął trzynastą pozycję, a wyścig ukończył na siódmym miejscu. Zespół Sauber podważył jednak legalność manewru wyprzedzania Nicka Heidfelda przez Oliviera Panisa (B.A.R.) w czasie drugiego okrążenia. Francuz wykonał go podczas obowiązywania żółtej flagi, spowodowanej wypadkiem Enrique Bernoldiego. Ostatecznie zawodnik British American Racing został ukarany dodatkowymi 25. sekundami doliczonymi do ostatecznego czasu. W rezultacie Heidfeld zajął czwartą, a Räikkönen szóstą pozycję, która dała mu pierwsze w karierze punkty.
Nie ukończył kolejnych trzech eliminacji. Zgodnie z przedsezonowymi postanowieniami FIA po czwartej rundzie mistrzostw miała zostać podjęta decyzja odnośnie do przedłużenia ważności super licencji Räikkönena. FIA nie zgłosiła żadnych żądań zezwalając jednocześnie na dalsze starty w wyścigach.
Podczas Grand Prix Austrii, gdzie Räikkönen początkowo utrzymując tempo liderów, zajął czwartą pozycję. Wynik został zakwestionowany przez zespół B.A.R., ale apelacja została odrzucona.
Kolejny raz uplasował się tuż za podium w wyścigu o Grand Prix Kanady. Gorzej dla Fina potoczyła się dalsza część sezonu. Zaliczył dwa siódme miejsca i trzy awarie, a w kończącym sezon Grand Prix Japonii zaliczył kraksę z bandą z opon.
W ciągu całego sezonu zgromadził na swoim koncie 9 punktów. Pozwoliło mu to zająć dziesiątą pozycję w klasyfikacji generalnej. Nieco bardziej doświadczony Heidfeld wywalczył ósme miejsce z dwunastoma punktami. Wystarczyło to jednak aby zespół odnotował najlepszą w historii pozycję w klasyfikacji generalnej – czwarte miejsce. Peter Sauber przyznał kilka lat później, że Räikkönen był prawdopodobnie najlepszym kierowcą jaki jeździł dla jego zespołu.

#### 2002–2006: McLaren

##### 2002

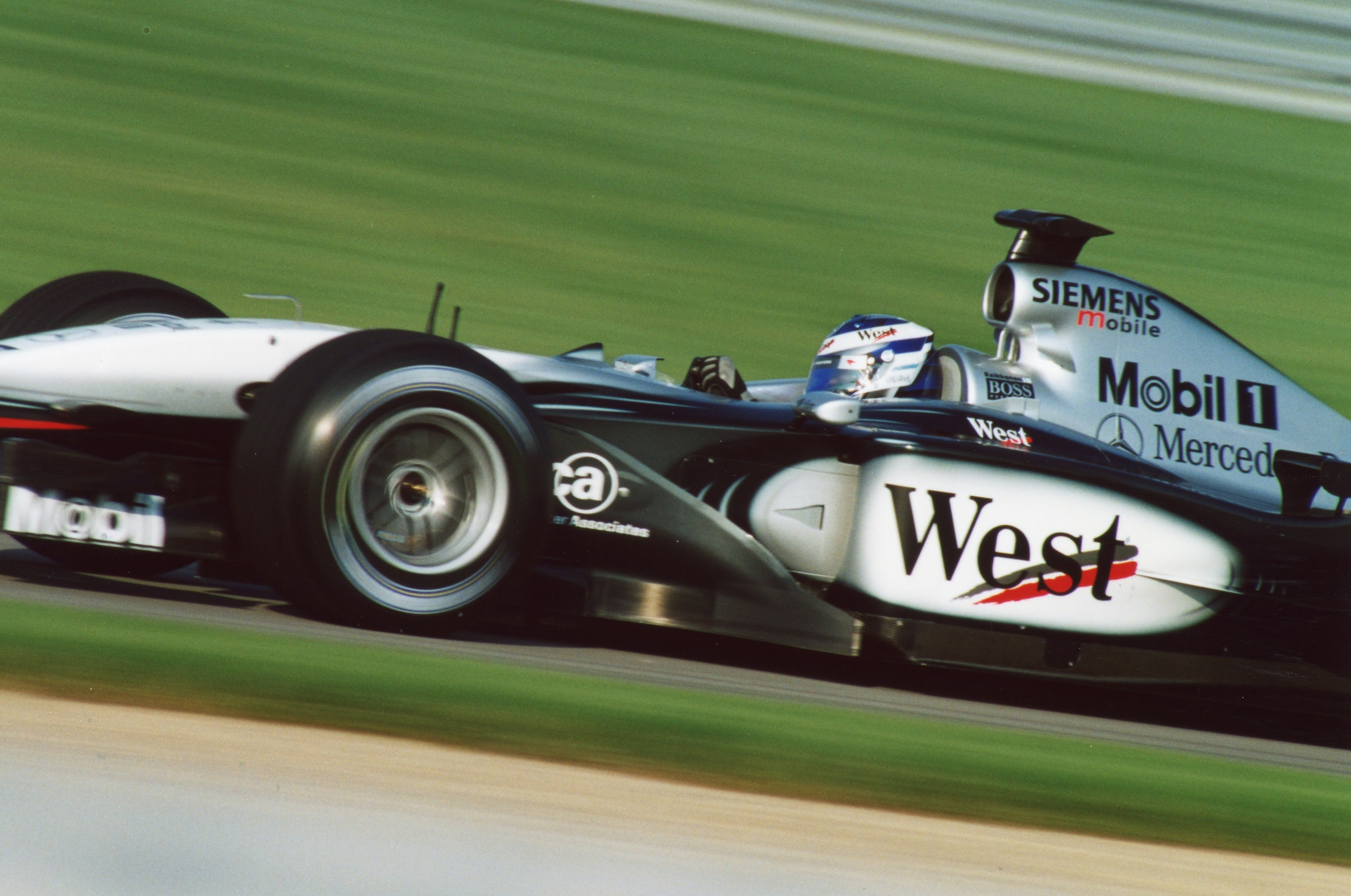
Kimi Räikkönen podczas Grand Prix Stanów Zjednoczonych w bolidzie McLaren MP4-17 (2002)

Po sezonie 2001 Mika Häkkinen postanowił zrobić sobie roczną przerwę od wyścigów (później ogłosił, że wycofuje się definitywnie z Formuły 1), zespół McLaren rozpoczął poszukiwania jego zastępcy. Wszyscy spodziewali się, że miejsce dwukrotnego mistrza świata zajmie partner Räikkönena z Saubera – Nick Heidfeld, który miał podpisany kontrakt z Mercedesem – dostawcą silników zespołu z Woking. Jednak Ron Dennis postanowił, że partnerem Davida Coultharda w sezonie 2002 powinien zostać właśnie Räikkönen. Miał on co prawda ważny kontrakt z Sauberem, ale dzięki możliwościom finansowym jakie posiadał zespół, McLaren bez problemów zdołał go wykupić.
Już w pierwszym starcie podczas Grand Prix Australii zdobył dla swojego nowego zespołu trzecie miejsce. Kolejne sześć startów zakończyło się przedwczesnym wycofaniem z wyścigu z powodu licznych awarii, a także efektownego i niebezpiecznego odpadnięcia tylnego skrzydła na torze Catalunya, przy prędkości ok. 270 km/h. W Grand Prix Kanady był czwarty, a w Grand Prix Europy trzeci.

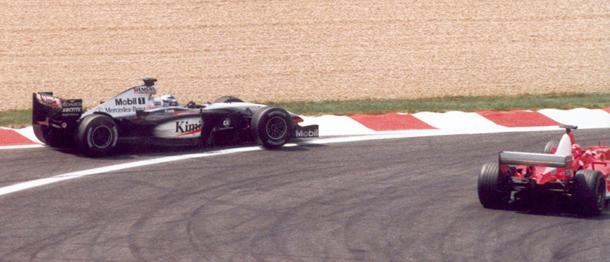
Räikkönen zaprzepaszcza szansę na wygranie Grand Prix Francji (McLaren MP4-17) (2002)

Podczas Grand Prix Francji, wykorzystując kary dla Davida Coultharda i Michaela Schumachera, wysunął się na prowadzenie. Gdy na cztery okrążenia przed metą, Räikkönen najechał na plamę oleju pozostawioną przez jeden z bolidów Toyoty na nawrocie Adelaide, prowadzenie w wyścigu objął Schumacher, który w rezultacie wygrał cały wyścig. Była to najlepsza okazja na wygranie pierwszego wyścigu w karierze i jak się później okazało ostatnia w tym sezonie. Rok zakończył z bardzo dobrym wynikiem, zdobywając 23 punkty i zajmując szóstą lokatę w klasyfikacji generalnej.

##### 2003

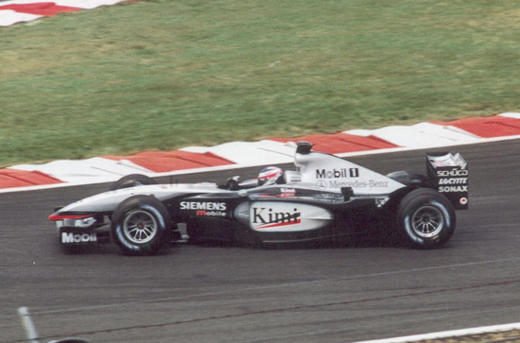
Kimi Räikkönen podczas Grand Prix Francji (2003)

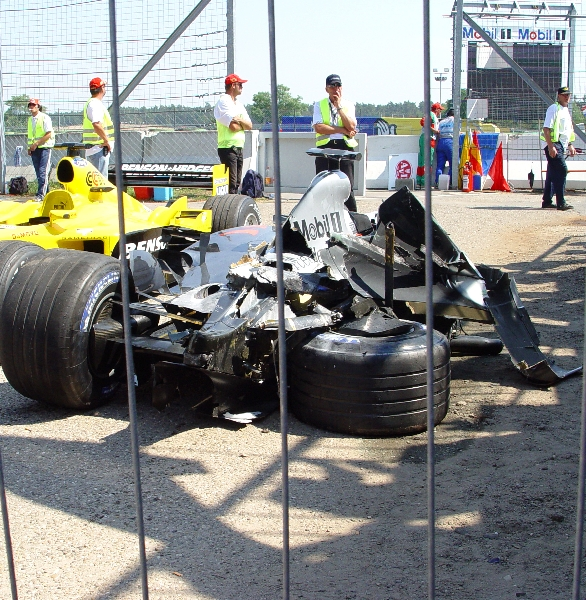
Wrak bolidu Räikkönena po kolizji z Rubensem Barrichello na starcie Grand Prix Niemiec (2003)

W pierwszym wyścigu sezonu 2003 ponownie był blisko wygrania wyścigu walcząc przez pewien moment ramię w ramię z Michaelem Schumacherem. Szansę na wygraną przekreśliła jednak kara „drive-through”, którą otrzymał za przekroczenie ograniczenia prędkości obowiązującego w boksach. Jednak nie tylko on tego weekendu popełniał błędy i na pocieszenie pozostał mu najniższy stopień podium.
Jak się później okazało pierwsza wygrana wpadła w jego ręce już podczas kolejnej eliminacji. Grand Prix Malezji przebiegało po myśli Fina już od początku gdy Rubens Barrichello stracił czas omijając kolizję spowodowaną przez starszego z braci Schumacher, Coultharda wyeliminowała awaria elektroniki, a taktyka dwóch postoi, startującego z pole position Fernando Alonso okazała się nieskuteczna w stosunku do Räikkönena i to właśnie on stanął na najwyższym stopniu podium. W tym momencie Räikkönen objął prowadzenie w klasyfikacji.
Dwa tygodnie później kierowcy wystartowali do wyścigu o Grand Prix Brazylii. W związku z padającym deszczem na torze często pojawiał się samochód bezpieczeństwa i dochodziło do wielu incydentów. W efekcie jednego z nich, a konkretnie groźnego wypadku z udziałem Fernando Alonso, wyścig został przerwany. Początkowo pierwsze miejsce przyznano Räikkönenowi, który w momencie zdarzenia jechał za Giancarlo Fisichellą, ale zgodnie z regulaminem po przerwaniu wyścigu pod uwagę bierze się stan rywalizacji przed dwoma okrążeniami. Kilka dni później okazało się, że prowadzący Fisichella rozpoczął jeszcze jedno okrążenie i to właśnie on prowadził na dwa okrążenia przed przerwaniem wyścigu. Räikkönen oddał nagrodę za pierwsze miejsce podczas następnej eliminacji.
Podczas Grand Prix San Marino do walki o tytuł przyłączył się Michael Schumacher, który wyprzedził Räikkönena na mecie o niespełna 1,8 sekundy. Niemiec wygrał także kolejne dwa wyścigi. Räikkönen zakończył wyścig, o Grand Prix Hiszpanii już na pierwszym okrążeniu, a w Austrii był ponownie drugi. Drugą lokatę zajął także podczas Grand Prix Monako, gdzie przegrał z późniejszym partnerem z McLarena – Juanem Pablo Montoyą.
W dalszej części sezonu z powodu awarii silnika nie ukończył wyścigu o Grand Prix Europy (w kwalifikacjach podczas tego Grand Prix po raz pierwszy w karierze uzyskał pole position), a podczas Grand Prix Niemiec miał wypadek. Podczas Grand Prix Węgier był drugi za Fernando Alonso i przed Juanem Pablo Montoyą, zaś Michael Schumacher zajął dopiero ósme miejsce przez co Räikkönen był po tym wyścigu trzeci w klasyfikacji mistrzostw ze stratą dwóch punktów do Schumachera i jednego do drugiego w klasyfikacji Montoyi. Jednak Niemiec wygrał dwa kolejne wyścigi Grand Prix Włoch i Grand Prix Stanów Zjednoczonych, a Räikkönen zajął w tych wyścigach odpowiednio 4. i 2. miejsce. Przed ostatnią rundą Mistrzostw Świata miał dziewięć punktów straty do prowadzącego Schumachera, aby zdobyć tytuł musiał wygrać wyścig, a Schumacher mógł dojechać na co najwyżej dziewiątej pozycji. Räikkönen był drugi za Barrichello, a Schumacher zajął ósmą pozycję. Ostatecznie w klasyfikacji generalnej stracił tylko dwa punkty do Niemca.

##### 2004

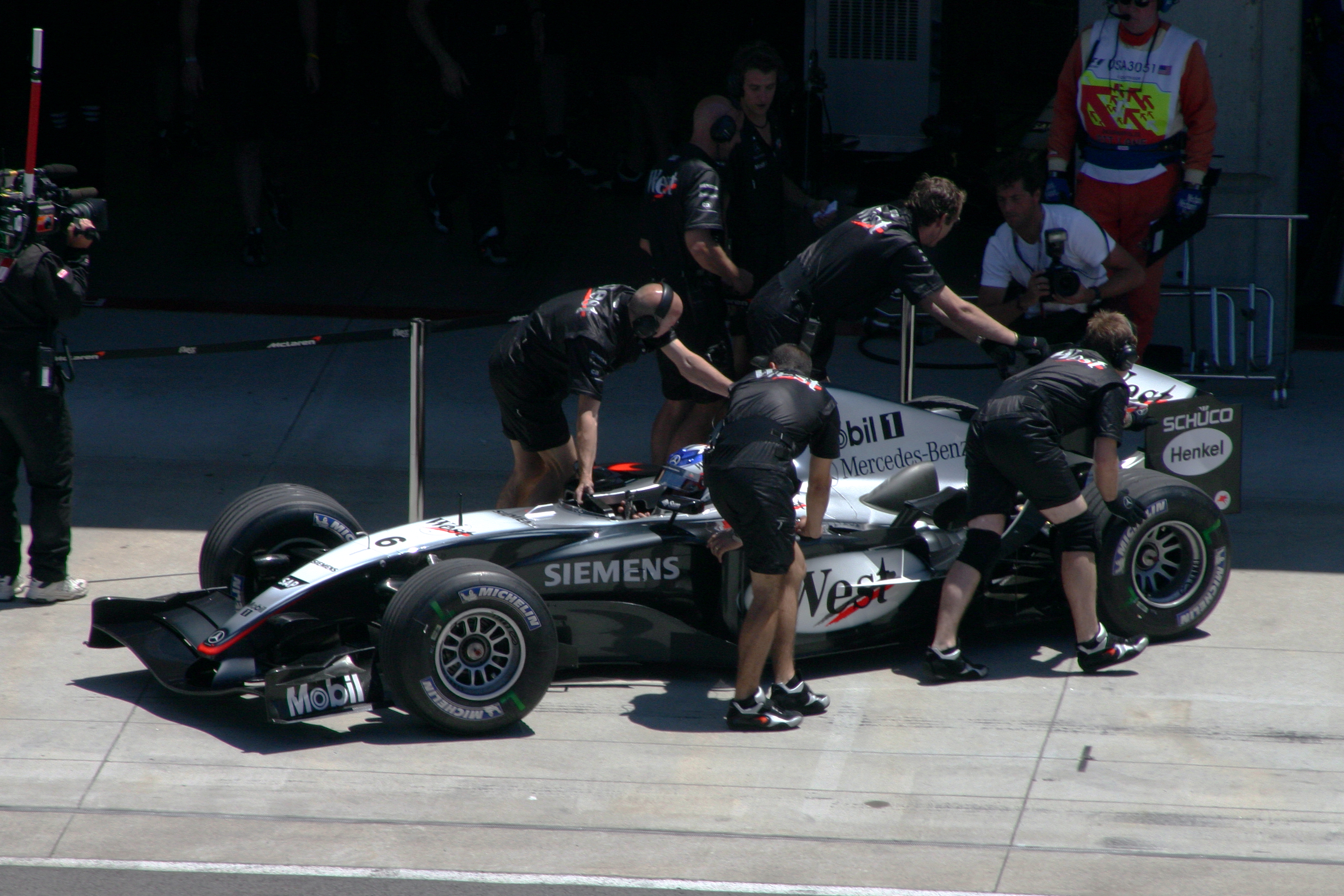
Mechanicy wpychają bolid Räikkönena podczas Grand Prix Stanów Zjednoczonych (2004)

Po wspaniałym sezonie 2003 oczekiwania były duże, ale już podczas przedsezonowych testów okazało się, że nowa konstrukcja zespołu MP4-19 okazuje się nieudana, zaś w pierwszych trzech wyścigach sezonu 2004 w samochodzie MP4-19 Fina doszło do trzech awarii: dwukrotnie zawiódł silnik, a raz skrzynia biegów. Pierwszy punkt zdobył dopiero w czwartym wyścigu sezonu ze stratą jednego okrążenia do zwycięzcy – Michaela Schumachera, podobnie zakończyło się dla niego Grand Prix Hiszpanii, ale tym razem nie zdobył punktów. W kolejnych dwóch wyścigach zawiodła go hydraulika i ponownie silnik. W Grand Prix Kanady zajął pierwotnie dopiero siódme miejsce, ale po dyskwalifikacji kierowców zespołu Williams i Toyota przesunął się na piątą pozycję. W Stanach Zjednoczonych i Francji zajął ponownie siódmą pozycję.
Na Grand Prix Wielkiej Brytanii McLaren przybył z nowym samochodem – MP4-19B. Räikkönen wywalczył pole position, a w wyścigu zajął drugą pozycję. Gdy wydawało się, że McLaren wrócił do walki, Räikkönen nie ukończył jednego wyścigu z powodu wypadku, a drugiego z powodu awarii elektroniki. Po katastrofalnej pierwszej części sezonu odniósł zwycięstwo w Grand Prix Belgii. W Grand Prix Włoch znowu dopadła go awaria silnika. Później zajął trzecie miejsce podczas inauguracyjnego wyścigu w Chinach i szóstą pozycję podczas Grand Prix Japonii. W Grand Prix Brazylii stoczył kolejny bezpośredni pojedynek z Montoyą. Jednak przez źle dobrane opony nie był w stanie zagrozić Kolumbijczykowi.

##### 2005
Z końcem sezonu 2004 z zespołu odszedł David Coulthard, a nowym partnerem Fina został Juan Pablo Montoya. McLaren MP4-20 bardzo dobrze spisywał się na testach przed sezonem 2005, a jednostka Mercedesa wydawała się niezawodna.
Sporym rozczarowaniem okazało się dla Räikkönena Grand Prix Australii. Zaczęło się od słabej pozycji (dziesiąte miejsce) w kwalifikacjach, które zostały zakłócone przez opady deszczu, stwarzające zróżnicowane warunki każdemu z zawodników. Ostatecznie jego strata do Giancarlo Fisichelli, który wywalczył pole position, wyniosła ponad 10 sekund. W trakcie startu do wyścigu przypadkowo wyłączył silnik. W rezultacie procedura startowała została przerwana, a on zmuszony był startować z boksów. W początkowej fazie wyścigu utknął za Michaelem Schumacherem, co nie pozwoliło mu na wykorzystanie pełnego potencjału samochodu. Dodatkowo jeden z deflektorów w jego samochodzie urwał się i dostał pod samochód – został usunięty podczas pierwszego pit stopu, ale jego brak odbił się na aerodynamice samochodu. Ostatecznie ukończył wyścig na ósmej pozycji, dwie pozycje za Montoyą.
Zdecydowanie lepiej przebiegała dla niego pierwsza sesja kwalifikacyjna Grand Prix Malezji, w której zajął czwartą pozycję. W drugiej stracił dwie pozycje, ostatecznie zajmując szóste miejsce. Wyścig, w którym jechał już na czwartej pozycji, praktycznie zakończył się zaraz po pierwszym pit stopie, kiedy w jego bolidzie pękła jedna z opon. Aby dostać się do boksów musiał przejechać prawie całe okrążenie. Jeszcze przed końcem wyścigu zdołał się zbliżyć do Christiana Kliena i Michaela Schumachera, którzy jechali dwóch ostatnich punktowanych pozycjach, ale na wyprzedzenie ich zabrakło już czasu. Został sklasyfikowany na dziewiątym miejscu, a Montoya na czwartym.
Do Grand Prix Bahrajnu zakwalifikował się na dziewiątym miejscu – jedną pozycję za Pedro de la Rosą, który zastępował kontuzjowanego Montoyę. Zupełnie inaczej potoczyły się losy wyścigu, w których obydwaj kierowcy byli bardzo szybcy – Räikkönen po raz pierwszy w sezonie stanął na podium, a de la Rosa zajął najlepszą w swojej karierze, piątą pozycję.
McLaren wraz z firmą Michelin włożył dużo pracy w celu polepszenia osiągów samochodu w kwalifikacjach. Bardziej miękka mieszanka dała dobre efekty już podczas Grand Prix San Marino. Räikkönen na torze Imola wywalczył pierwsze z trzech kolejnych pole position. Z wyścigu wyeliminowała go jednak awaria tylnej półosi – zaledwie po przejechaniu dziewięciu okrążeń.
Räikkönen wygrał w przekonywający sposób Grand Prix Hiszpanii i prestiżowe Grand Prix Monako. Po sześciu wyścigach Fin zajmował drugą pozycję w klasyfikacji z dorobkiem 49 punktów.
Jeszcze na początku 34. okrążenia Grand Prix Europy na torze Nürburgring wydawało się, że dopisze do listy zwycięstw kolejne. Popełnił jednak drugi w tym wyścigu błąd (cztery okrążenia wcześniej wypadł na chwilę z toru): dublując Villeneuve’a zblokował koła doprowadzając do spłaszczenia prawej przedniej opony w jego bolidzie. Trochę później opona ta zaczęła wibrować. Ostatecznie, nadwerężone zawieszenie w McLarenie poddało się na ostatnim okrążeniu, zaraz pod koniec prostej startowej. Dużo szczęścia miał Jenson Button, który niemal został wyeliminowany z wyścigu przez wypadającego z toru Räikkönena. Wyścig wygrał ostatecznie Alonso, a Räikkönen został sklasyfikowany na jedenastej pozycji.
Po tym jak z Grand Prix Kanady z powodu awarii wycofał się Giancarlo Fisichella, a Fernando Alonso popełnił błąd, doprowadzając do uszkodzenia bolidu Renault, wszystko wskazywało na to, że McLaren zajmie dwa najwyższe stopnie podium. Wszystko zmieniło się na 47 okrążeniu kiedy to Jenson Button po błędzie na zakręcie nr. 13 urwał przednie koło i zatrzymał się w na tyle niebezpiecznym miejscu aby na torze pojawił się samochód bezpieczeństwa. Zespół za późno poinformował Montoyę o tym fakcie i prowadzący wyścig Kolumbijczyk zjechał na ostatni pitstop dopiero po przejechaniu jednego okrążenia za samochodem bezpieczeństwa, a gdy wyjeżdżając z nich nie zauważył lub zignorował zakaz wyjazdu z boksu. Tym samym został wykluczony z wyścigu, a zwycięstwo wpadło w ręce Räikkönena.

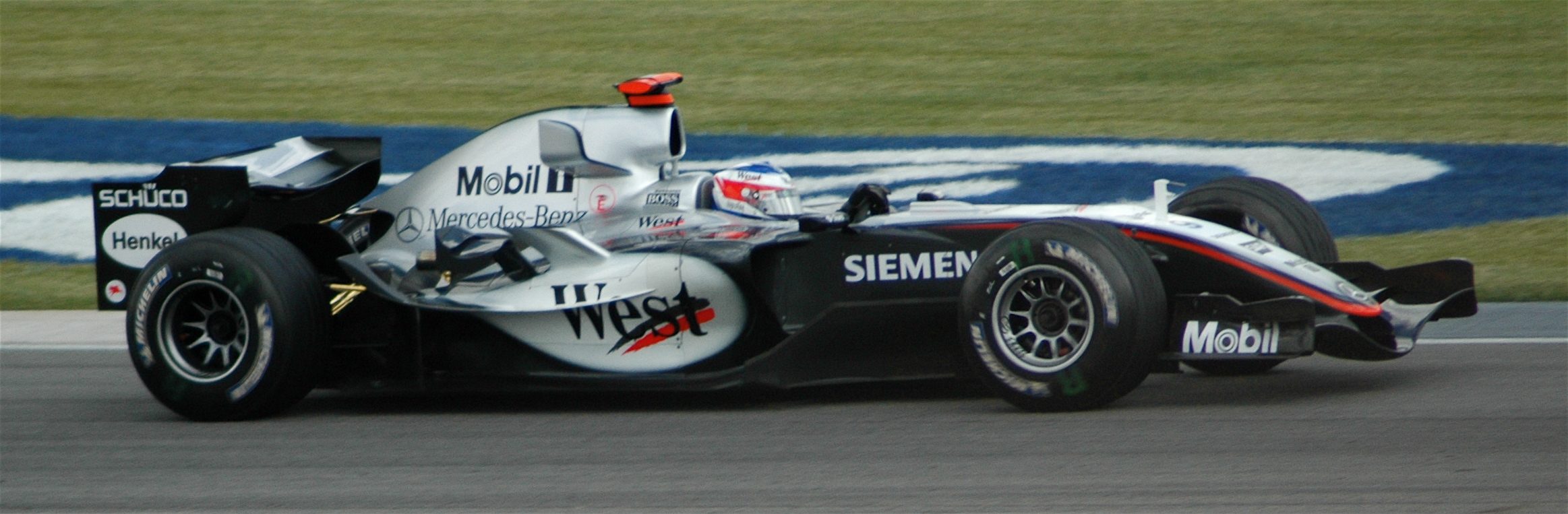
Kimi Räikkönen podczas Grand Prix Stanów Zjednoczonych (2005)

Do Grand Prix Stanów Zjednoczonych startował z drugiej pozycji, ale podobnie jak inni kierowcy jeżdżący na oponach Michelin nie wystartował z wyścigów na wyraźną prośbę francuskiej firmy. Na treningach przed Grand Prix Francji ponownie zawiódł silnik Mercedesa i po wywalczeniu trzeciej pozycji w kwalifikacjach do wyścigu startował z pozycji 13. Mimo tego zdołał uplasować się na drugiej pozycji, tuż za Alonso. Również do Grand Prix Wielkiej Brytanii startował z trzynastej pozycji, po wymianie silnika. Tym razem oprócz Alonso szybszy okazał się partner z zespołu, który wygrał wyścig. Grand Prix Niemiec zakończyło się dla niego podobnie jak we wcześniejszych latach – nieukończeniem wyścigu. Powodem nieukończenia wyścigu była awaria hydrauliki, gdy był na zdecydowanym prowadzeniu. Dzięki dobrze rozegranemu taktycznie wyścigowi na Węgrzech, Fin odniósł kolejne zwycięstwo, o tyle ważne, że Alonso nie zdobył ani jednego punktu w trakcie tego weekendu, później wygrywa Grand Prix Turcji, jednak Grand Prix Włoch było niezbyt udane, pomimo iż ustanowił najlepszy czas w kwalifikacjach został jednak ukarany przesunięciem o 10 miejsc startowych za wymianę silnika przed kwalifikacjami. Ostatecznie wyścig zakończył na 4. miejscu. Później w czterech ostatnich wyścigach Fin nie schodzi z podium będąc dwukrotnie pierwszy (Grand Prix Belgii i Grand Prix Japonii) i dwukrotnie drugi (Grand Prix Brazylii i Grand Prix Chin), jednak Fernando Alonso dzięki zdobyciu trzeciego miejsca w Grand Prix Brazylii zapewnia sobie mistrzowski tytuł na dwa wyścigi przed końcem. Ostatecznie Fin po raz drugi został wicemistrzem z dorobkiem 112 punktów.

##### 2006

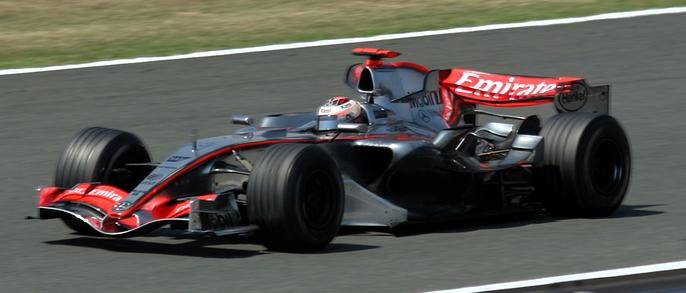
Räikkönen podczas Grand Prix Francji w bolidzie McLaren MP4-21 (2006)

Po dominującej końcówce sezonu 2005 Räikkönen był uznawany za zdecydowanego faworyta nadchodzącego sezonu. Zmiany w regulaminie technicznym nie ułatwiały jednak zadania – zrezygnowano z jednostek V10 o pojemności 3,0l, a w ich miejsce wprowadzono 2,4-litrowe silniki V8. Dodatkowo przywrócono zmianę opon w trakcie wyścigu, co było wyjątkowo szkodliwe dla McLarena, który w opinii wielu ekspertów bardzo dobrze dostosował się do przepisu zakazującego takiej zmiany w sezonie 2005.
Sezon 2006 był dla Räikkönena jednym z najtrudniejszych. Pomimo wywalczenia trzech pole position i ustanowienia trzech najszybszych okrążeń, nie zdołał w tym sezonie odnieść ani jednego zwycięstwa w wyścigu. Fin zajął w klasyfikacji generalnej dopiero piąte miejsce.
Kilkumiesięczne plotki o przejściu Räikkönena do Ferrari zostały potwierdzone podczas Grand Prix Włoch 2006 przy okazji ogłoszenia wycofania się ze sportu Michaela Schumachera.

#### 2007–2009: Ferrari

##### 2007
Räikkönen zadebiutował w barwach Ferrari w trakcie testów pod koniec stycznia. Początkowo w ręce Fina trafił starszy samochód (248 F1 z sezonu 2006), podczas gdy rozwojem nowego modelu F2007 zajmował się jego nowy partner, Felipe Massa. Räikkönen był generalnie wolniejszy od Brazylijczyka, który posiadał większe doświadczenie z samochodami włoskiego zespołu.
Grand Prix Australii, które inaugurowało sezon, rozpoczęło się dla Räikkönena od dobrych osiągów w kwalifikacjach i wywalczenia trzynastego pole position w karierze. W wyścigu kontrolował sytuację utrzymując stałą przewagę nad kierowcami McLarena – Fernando Alonso i Lewisem Hamiltonem – i wygrywając z przewagą siedmiu sekund. Była to jego dziesiąta wygrana w karierze oraz pierwszy wyścig, w którym wywalczył jednocześnie pole position, najszybsze okrążenie i pierwsze miejsce.

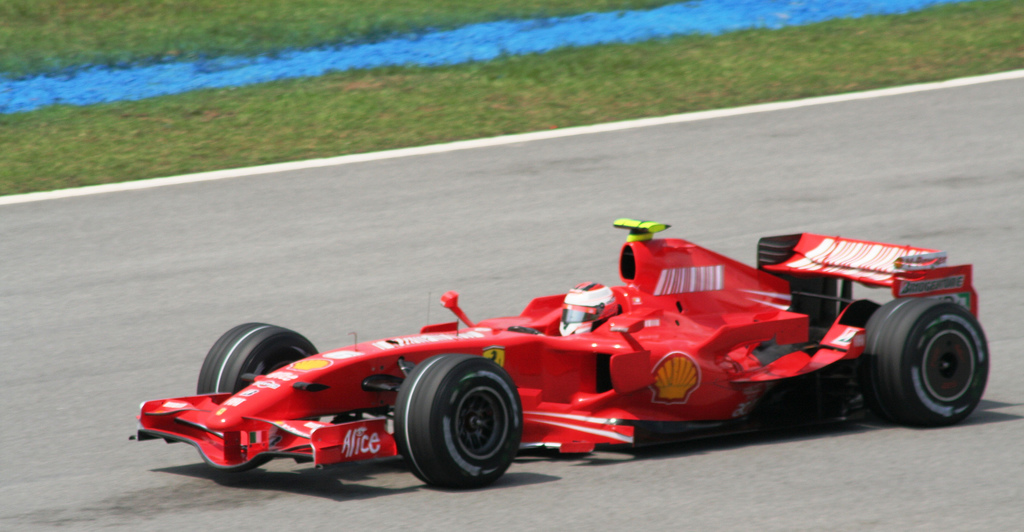
Kimi Räikkönen podczas Grand Prix Malezji w bolidzie Ferrari F2007 (2007)

Z powodu drobnego wycieku silnik w bolidzie Räikkönena przegrzewał się w końcowej fazie wyścigu w Melbourne. Mechanikom Ferrari udało się go uratować i Fina ominęła kara za wymianę silnika przed Grand Prix Malezji. Zespół nie mógł jednak liczyć na pełne wykorzystanie potencjału jednostki napędowej. W kwalifikacjach Räikkönen był gorszy od Massy i Alonso. Podczas startu do wyścigu stracił trzecią pozycję na rzecz Lewisa Hamiltona. Brytyjczyk, podobnie jak Alonso, zdołał wyprzedzić także Massę, który próbując odzyskać straconą pozycję popełnił błąd i wypadł na pobocze. Räikkönen znalazł się na trzeciej pozycji i na niej ukończył wyścig. Wygrana Alonso i drugie miejsce Hamiltona umocniło McLarena na pozycji lidera klasyfikacji konstruktorów. Räikkönen stracił prowadzenie w klasyfikacji kierowców, oddając je w ręce Alonso, do którego tracił dwa punkty.
W trakcie przedsezonowych testów na torze w Bahrajnie, Ferrari udowodniło, że jest bardzo dobrze przygotowane do wyścigu na tym torze. W kwalifikacjach Räikkönen wywalczył dobrą, trzecią pozycję. Lepsi od niego byli Massa i Hamilton. Na starcie do wyścigu próbując utrzymać dobrą pozycję za Hamiltonem, został wyprzedzony przez startującego z czwartego pola Alonso. Nie udało mu się wyjść na pozycję umożliwiającą udany atak. Ostatecznie odzyskał straconą na starcie pozycję po pierwszej serii postojów w boksach. W późniejszej fazie wyścigu udało mu się odrobić stratę do Hamiltona. Aby zapewnić sobie trzecią pozycję, postawił wraz z zespołem na wcześniejszą wizytę w boksie na drugie tankowanie i zmianę opon na twardszą mieszankę. Zmiana strategii uniemożliwiła mu jednak walkę o druga pozycję. Ostatecznie pierwsza trójka ukończyła wyścig w kolejności identycznej jak na starcie. Słabsza dyspozycja Alonso, który ukończył wyścig na piątym miejscu za Heidfeldem z BMW, spowodowała, że na czele klasyfikacji znalazło się trzech kierowców z taką samą liczbą punktów. Byli to Alonso na pierwszym, Räikkönen na drugim i Hamilton na trzecim miejscu.
W Grand Prix Hiszpanii na torze Catalunya Räikkönen po raz kolejny w sezonie zajął trzecie miejsce w kwalifikacjach. Podczas konferencji prasowej zażartował, że powoli staje się to tradycją. Pierwsze miejsce startowe ponownie wywalczył Massa. W wyścigu Brazylijczyk okazał się bezkonkurencyjny – wygrał prowadząc od startu do mety. Räikkönen do mety nie dojechał z powodu problemów z alternatorem. W klasyfikacji generalnej spadł z miejsca drugiego na czwarte.
Nieudane treningi przed Grand Prix Monako, gdzie kierowcy Ferrari ulegli duetowi McLarena, wskazywały na dobrą formę brytyjskiego zespołu na specyficznym ulicznym torze. W dodatku Räikkönen popełnił błąd podczas kwalifikacji: jadąc na świeżym komplecie opon podczas drugiej sesji uderzył w barierę uszkadzając zawieszenie samochodu. Spowodowało to, że nie był w stanie zakwalifikować się do trzeciej sesji i do wyścigu przystępował z szesnastej pozycji. W wyścigu McLaren okazał się bezkonkurencyjny odnosząc podwójne zwycięstwo, z przewagą jednej minuty nad trzecim Massą. Räikkönen zdołał zająć odległe ósme miejsce, zdobywając jednocześnie tylko jeden punkt.
Podczas treningów przed Grand Prix Kanady w Montrealu dominowali ponownie Hamilton i Alonso. Räikkönen i Massa musieli zadowolić się miejscem trzecim i czwartym. W kwalifikacjach najlepszy okazał się Hamilton, który o prawie pół sekundy wyprzedził broniącego tytuł Fernando Alonso. Räikkönen wygrał na starcie ze swoim zespołowym partnerem, ale musiał uznać wyższość Nicka Heidfelda, który na starcie miał bardzo mało paliwa. W trakcie wyścigu doszło do ciężkiego wypadku Roberta Kubicy, a rywalizację kilkakrotnie przerywał Safety Car. Fin stracił dwie pozycje i został sklasyfikowany na piątym miejscu za plecami Wurza i Kovalainena.

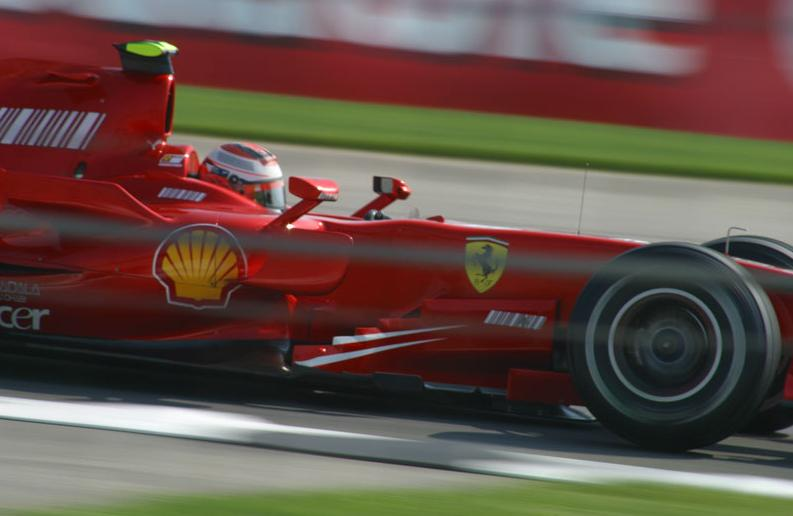
Kimi Räikkönen podczas Grand Prix Stanów Zjednoczonych w bolidzie Ferrari F2007 (2007)

Po weekendzie wyścigowych w Kanadzie kierowcy zostali na kontynencie Ameryki Północnej, aby wystartować w Grand Prix Stanów Zjednoczonych na torze Indianapolis. Nie po raz pierwszy w tym sezonie kierowcy Ferrari musieli uznać wyższość dwójki Mclarena. W kwalifikacjach Räikkönen zajął czwartą pozycję i startował z drugiej linii tuż obok swojego kolegi z zespołu. Fin stracił dwie pozycję na rzecz Heidfelda oraz Kovalainena. Był też bardzo długo blokowany przez wolniejszych kierowców i systematycznie tracił dystans do czołówki. Dopiero po zjeździe na tankowanie kierowców wyprzedzających go zwiększył tempo. Räikkönen w pewnej fazie wyścigu był zdecydowanie najszybszym kierowcą na torze i uzyskiwał dużo lepsze czasy od Hamiltona czy Alonso. Nie zdołał jednak wyprzedzić Massy i musiał zadowolić się jedynie czwartą pozycją.
Na torze w Magny-Cours po raz pierwszy w sezonie to kierowcy Ferrari nadawali ton rywalizacji. Włoski zespół wspaniałą pracą podczas testów na torze Silverstone zniwelował stratę jaką posiadał do najgroźniejszego rywala. Już podczas treningów dobrze prezentował się Räikkönen i to on wydawał się największym pretendentem do wywalczenia pole position. Wpadło ono jednak w ręce jego partnera z zespołu. Räikkönenowi na otarcie łez pozostało trzecie miejsce za Hamiltonem, ale przed Alonso. Zgodnie z przewidywaniami wyścig został zdominowany przez kierowców startujących w czerwonych barwach. Na starcie Fin odegrał się na Angliku i wyprzedził go, a potem bardzo szybko odjechał. Walka o zwycięstwo pomiędzy nim a Massą była bardzo zacięta. O wszystkim zadecydowała strategia zespołu, która okazała się być bardziej korzystną dla Fina. Ten bowiem, zjechał później zmienić opony i wyprzedził Massę, który uwikłany w dublowanie osiągał słabsze czasy.

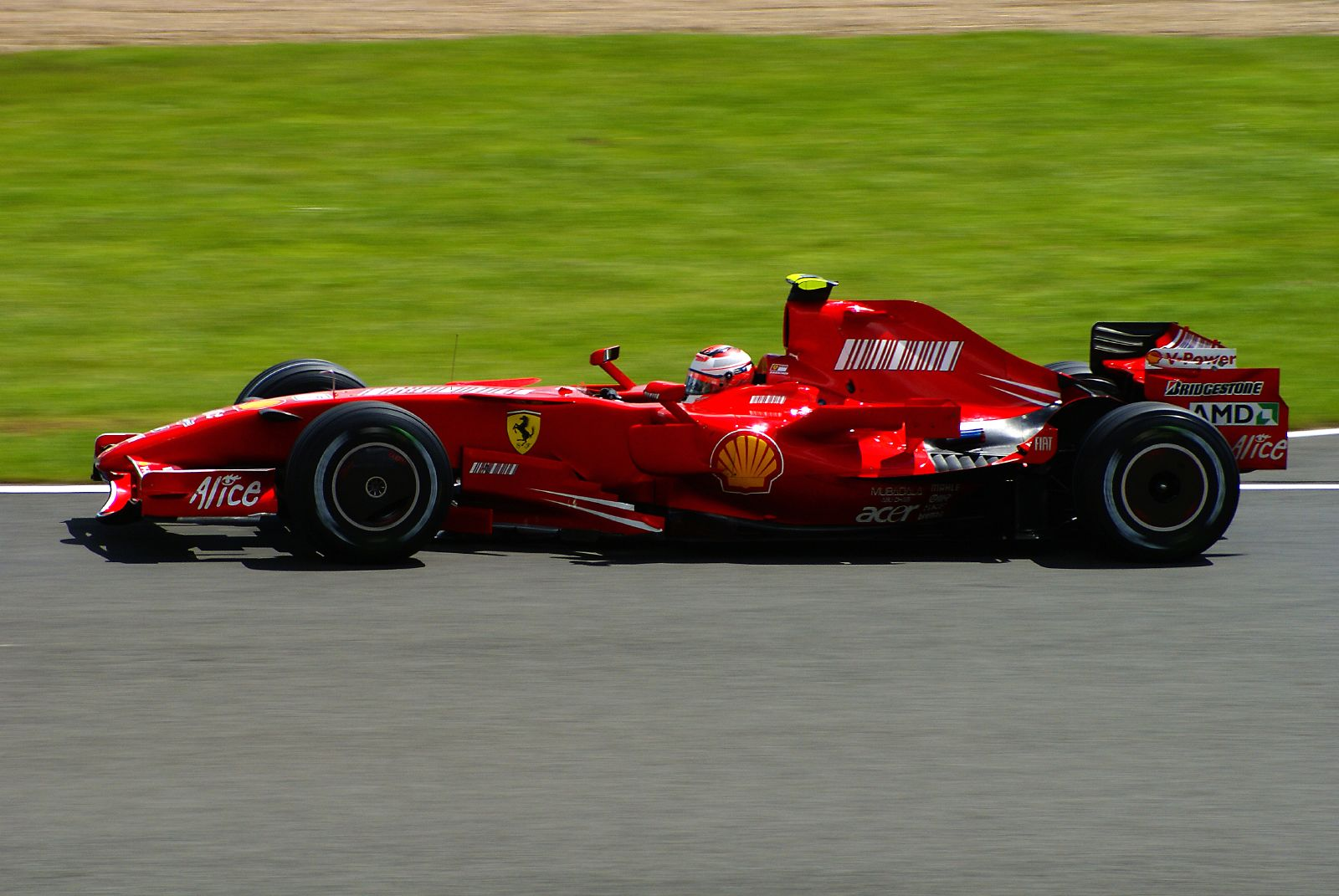
Kimi Räikkönen podczas Grand Prix Wielkiej Brytanii w bolidzie Ferrari F2007 (2007)

Podczas sesji kwalifikacyjnej do Grand Prix Wielkiej Brytanii na torze Silvertsone uzyskiwał najlepsze czasy i wydawało się, że zdobędzie swoje czternaste pole position w karierze. Tak się jednak nie stało. Po błędzie w końcówce swojego szybkiego okrążenia (wyjazd na pobocze w ostatnim łuku) zwycięstwo w sesji padło łupem Hamiltona. W wyścigu Räikkönen nie popełniał już jednak błędów i odniósł kolejne zwycięstwo przechytrzając nie tylko Hamiltona, ale i Alonso.
Kolejny wyścig odbywał się na torze Nürburgring, gdzie kierowcy walczyli o Grand Prix Europy. Zwycięstwo w kwalifikacjach sugerowało dobrą formę Räikkönena. Zaraz po starcie na niemiecki tor spadł ulewny deszcz. Räikkönen przestrzelił szykanę, a potem wpadł w poślizg przy zjeździe do boksu na wymianę opon na deszczowe i gdy jego bolid „wrócił” na prosta startową musiał pokonać jeszcze jedno okrążenie. W tych warunkach okazało się to bardzo trudne. Massa i Alonso, którzy udali się na postój i zmianę ogumienia zdołali doścignąć go jeszcze na tym samym okrążeniu. Räikkönen stracił bardzo dużo czasu i po wznowieniu wyścigu, gdy warunki się poprawiły znajdował się na siódmej pozycji. Po sprawnym manewrze zmiany opon z powrotem na „slicki” udało mu się wyprzedzić kilku rywali i znaleźć tuż za Fernando Alonso na pozycji trzeciej. Awaria hydrauliki w F2007 zmusiła go jednak do wycofania z wyścigu.
Kwalifikacje do wyścigu o Grand Prix Węgier Räikkönen zakończył na miejscu czwartym. Jednak po karze nałożonej na Fernando Alonso za blokowanie w boksie Lewisa Hamiltona przesunął się na pozycję trzecią. Miało to bardzo wielkie znaczenie, bowiem startował z bardziej przyczepnej strony toru co pozwoliło podczas startu na wyprzedzenie Nicka Heidfelda. Po raz kolejny potwierdziła się opinia, że wyprzedzanie na torze Hungaroring jest niemal niemożliwe i Räikkönen, który był znacznie szybszy od Hamiltona, musiał zadowolić się miejsce na drugim stopniu podium. Do zwycięzcy stracił niewiele ponad 0,7 sekundy. Fin uzyskał jednak najszybszy czas okrążenia osiągnięty w końcówce wyścigu i odzyskał trzecią pozycję w klasyfikacji generalnej.

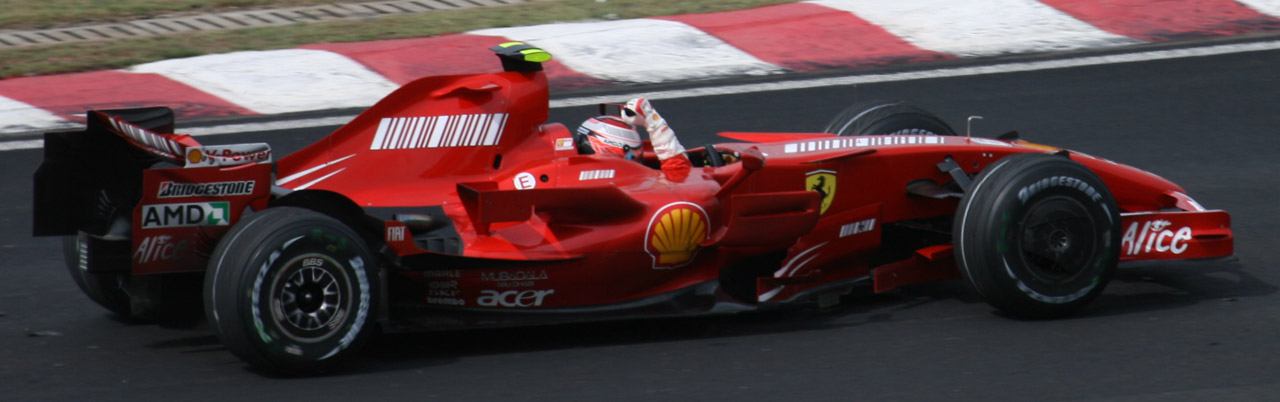
Kimi Räikkönen świętujący zwycięstwo w Grand Prix Brazylii i tytuł mistrzowski (2007)

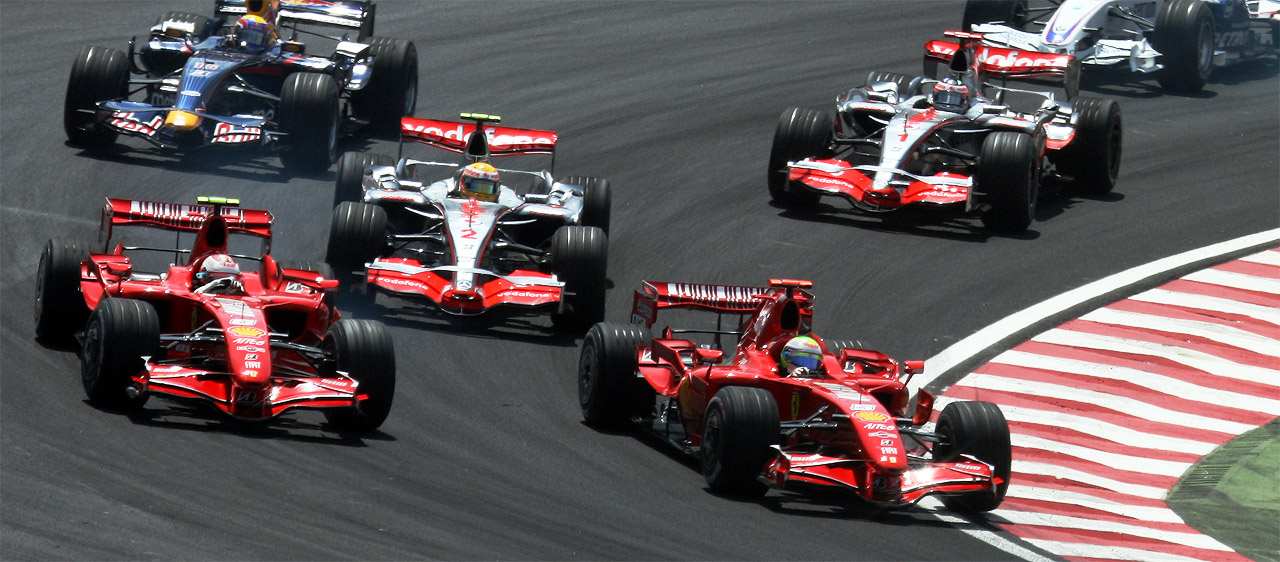
Kimi Räikkönen wyprzedza Lewisa Hamiltona podczas startu do wyścigu o Grand Prix Brazylii (Ferrari F2007)

W ostatnim wyścigu sezonu 2007, Grand Prix Brazylii na torze Interlagos odniósł zwycięstwo pokonując Felipe Massę i Fernando Alonso, co wobec zaledwie siódmego miejsca Lewisa Hamiltona zapewniło mu zwycięstwo w klasyfikacji końcowej z 110 punktami i tytuł mistrza świata.
FIA wstrzymała na kilka godzin ogłoszenie oficjalnych wyników po doniesieniach w sprawie nieprawidłowości dotyczących parametrów paliwa w bolidach Williamsa i BMW Sauber (w razie wykluczenia kierowców tych bolidów mistrzostwo przypadłoby Hamiltonowi). Ostatecznie nie nałożono na te zespoły żadnych kar. McLaren zapowiedział jednak apelację, która została rozpatrzona 15 listopada. Sąd apelacyjny nie zmienił wcześniejszych postanowień i mistrzostwo pozostało w rękach Fina.

##### 2008

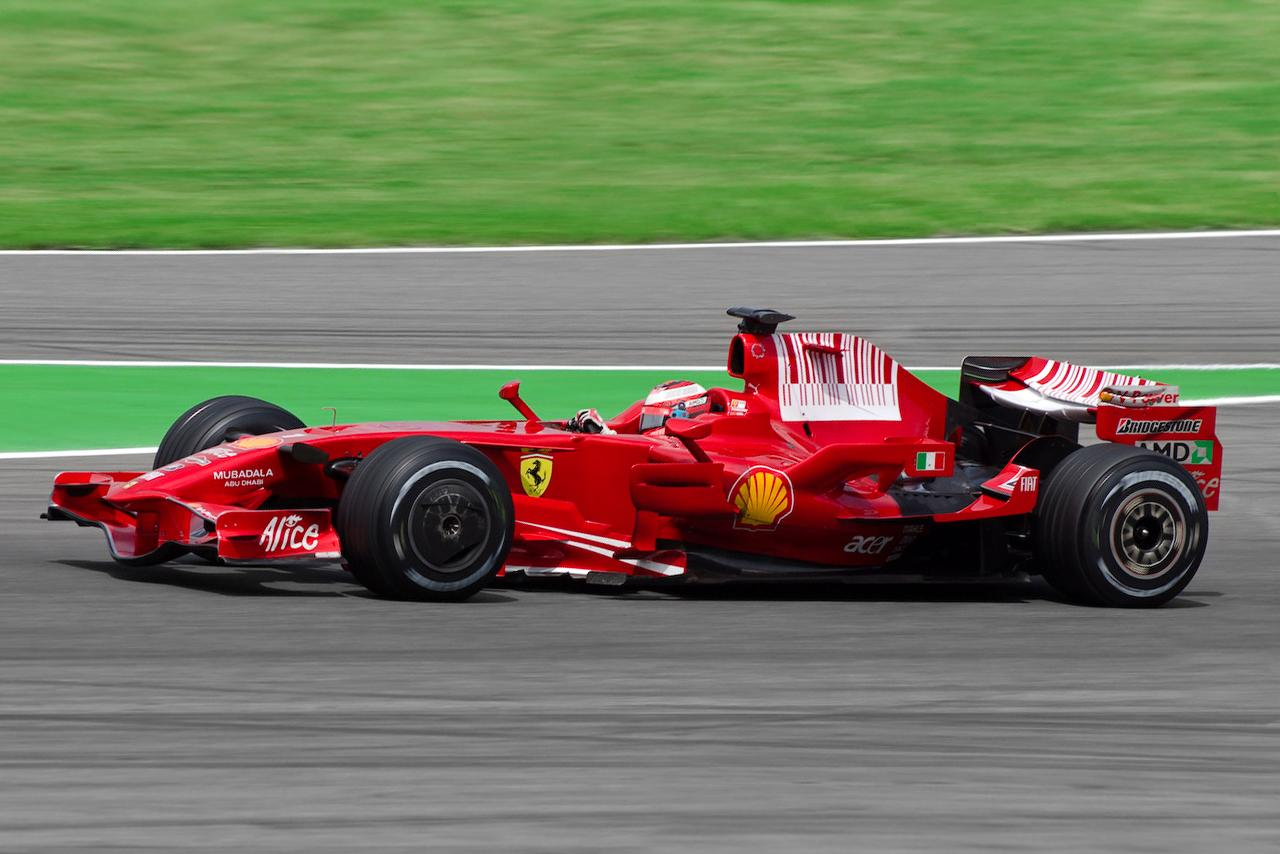
Kimi Räikkönen podczas Grand Prix Niemiec w bolidzie Ferrari F2008 (2008)

Räikkönen przystępował do tego sezonu jako mistrz świata i pozostawał faworytem bukmacherów. Pierwszy wyścig w Australii od początku nie toczył się dla Fina najlepiej – po awarii w kwalifikacjach startował z 15. miejsca, a podczas wyścigu wypadł z toru i ostatecznie wycofał się z powodu awarii silnika. Został sklasyfikowany na ósmej pozycji, zdobywając jeden punkt.
Kolejne trzy starty to zwycięstwo w Malezji, 2. miejsce w Bahrajnie i kolejna wygrana w Hiszpanii.
Do Grand Prix Monako startował z drugiego miejsca. Z powodu opadów deszczu podczas wyścigu i panujących w związku z tym warunków, wyścig przebiegał w chaotyczny sposób. Räikkönen popełnił dużo błędów, doprowadzając także do wyeliminowania Adriana Sutila, który jechał na życiowej 5. pozycji. Skończył wyścig na 9. miejscu.
Podczas Grand Prix Kanady w boksie w tył jego bolidu uderzył Hamilton. We Francji zdobył pole position i prowadził w wyścigu. Z powodu uszkodzenia wydechu przepuścił Massę i dojechał na 2. miejscu. W Wielkiej Brytanii Räikkönen zajął 4. pozycję. W Niemczech nie był konkurencyjny i był 6. Na Węgrzech stanął na podium, ale tylko dzięki awarii Massy i po tym wyścigu był drugi w klasyfikacji mistrzostw ze stratą pięciu punktów do Hamiltona.
Wyścig w Walencji był początkiem fatalnej passy Fina. Jechał na 6. miejscu. Wtedy miał awarię silnika. Raikkonen zdawał się mieć szanse na wygraną w Belgii na słynnym torze w Spa. Z 4. pozycji na starcie przebił się nawet na prowadzenie, kiedy zaczął padać deszcz. Znany z opanowania Raikkonen tym razem nie wytrzymał. Najpierw dał się wyprzedzić Hamiltonowi. Na 2 okrążenia przed końcem wpadł w poślizg i uderzył w barierę. Kolejny wyścig we Włoszech również był deszczowy. Po słabej 14. pozycji na starcie zdołał przebić się na 9. Był to trzeci z rzędu wyścig bez punktów. Jak się okazało, nie był to koniec tej passy. Raikkonen po uderzeniu w barierę nie ukończył także zmagań w Singapurze. Ta fatalna seria spowodowała przekreślenie szans na obronę mistrzowskiego tytułu sprzed roku. Przełamał się w Japonii, gdzie po drugim pitstopie walczył z Robertem Kubicą o drugie miejsce. Walka była zacięta, ale Polak obronił drugie miejsce. Ostatecznie Fin był trzeci. Na tej pozycji ukończył też zawody w Chinach oraz w Brazylii. Raikkonen razem z Felipe Massą zdobyli dla Ferrari tytuł w klasyfikacji konstruktorów. W klasyfikacji był trzeci. Awansował na tę pozycję dopiero po ostatnim wyścigu, bo będący przed nim Robert Kubica nie zapunktował, co pozwoliło Finowi wyprzedzić kierowcę BMW Sauber.

##### 2009
Pierwsze trzy wyścigi w sezonie 2009 ukończył poza punktowaną ósemką i pierwsze punkty zdobył w Grand Prix Bahrajnu. W tym sezonie 5 razy wskoczył na podium. Trzykrotnie stawał na najniższym stopniu podium, raz był drugi i raz zwyciężył. Było to podczas Grand Prix Belgii. Sezon 2009 Fin zakończył na 6. miejscu z dorobkiem 48 pkt.
Po kilku tygodniach spekulacji, 30 września 2009 roku Ferrari potwierdziło, że rozwiązało kontrakt z Räikkönenem na rok przed jego planowanym zakończeniem. Jednocześnie ogłoszono Fernando Alonso i Felipe Massę jako ich kierowców w sezonie 2010.

#### 2012–2013: Lotus

##### 2012

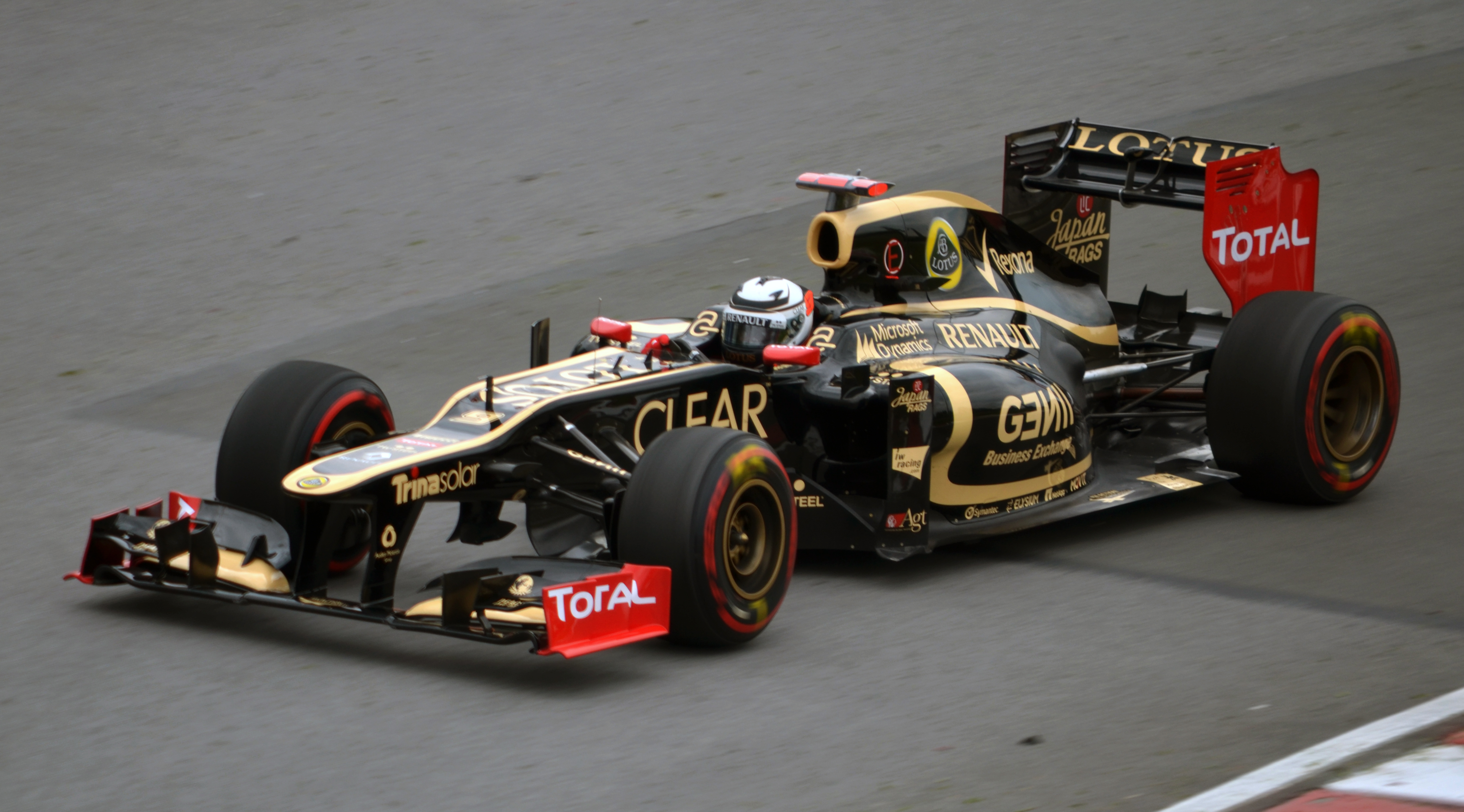
Kimi Räikkönen podczas Grand Prix Kanady w bolidzie Lotus E20 (2012)

29 listopada 2011 roku zespół Lotus F1 Team poinformował, że podpisał dwuletni kontrakt z Finem. W pierwszym sezonie w barwach Lotusa Räikkönen siedmiokrotnie stawał na podium, w tym raz na najwyższym podczas Grand Prix Abu Zabi, trzykrotnie na drugim (w Bahrajnie, Walencji i na Węgrzech) oraz trzykrotnie na trzecim (w Hiszpanii, Niemczech i Belgii). Regularne punktowanie w pozostałych wyścigach, z wyjątkiem Chin, pozwoliły mu na zajęcie trzeciego miejsca w klasyfikacji kierowców. Räikkönen w całym sezonie 2012 zdobył 207 pkt., a jego partner zespołowy Romain Grosjean 96 pkt., co dało Lotusowi czwarte miejsce w klasyfikacji konstruktorów.
W startach w Lotusie fińskiemu kierowcy udało się pobić jeden rekord – ukończył 27 wyścigów z rzędu na punktowanych miejscach, od Grand Prix Bahrajnu w 2012 roku aż do Grand Prix Węgier w 2013 roku. Jego passa zakończyła się podczas Grand Prix Belgii w 2013 roku, kiedy to w jego samochodzie awarii uległy hamulce.

##### 2013
W rozpoczynającym sezon 2013 Grand Prix Australii Kimi Räikkönen odniósł zwycięstwo. Był również sześciokrotnie klasyfikowany na drugiej pozycji i raz na trzecim miejscu. Po ostatnim wyścigu w sezonie zajmował piąte miejsce ze 183 pkt., a Lotus był na czwartej pozycji w zestawieniu konstruktorów. W ostatnich dwóch wyścigach Räikkönen nie wystąpił. Przedstawiciele zespołu Lotusa podali jako przyczynę operację pleców.

#### Od 2014: Ferrari

##### 2014

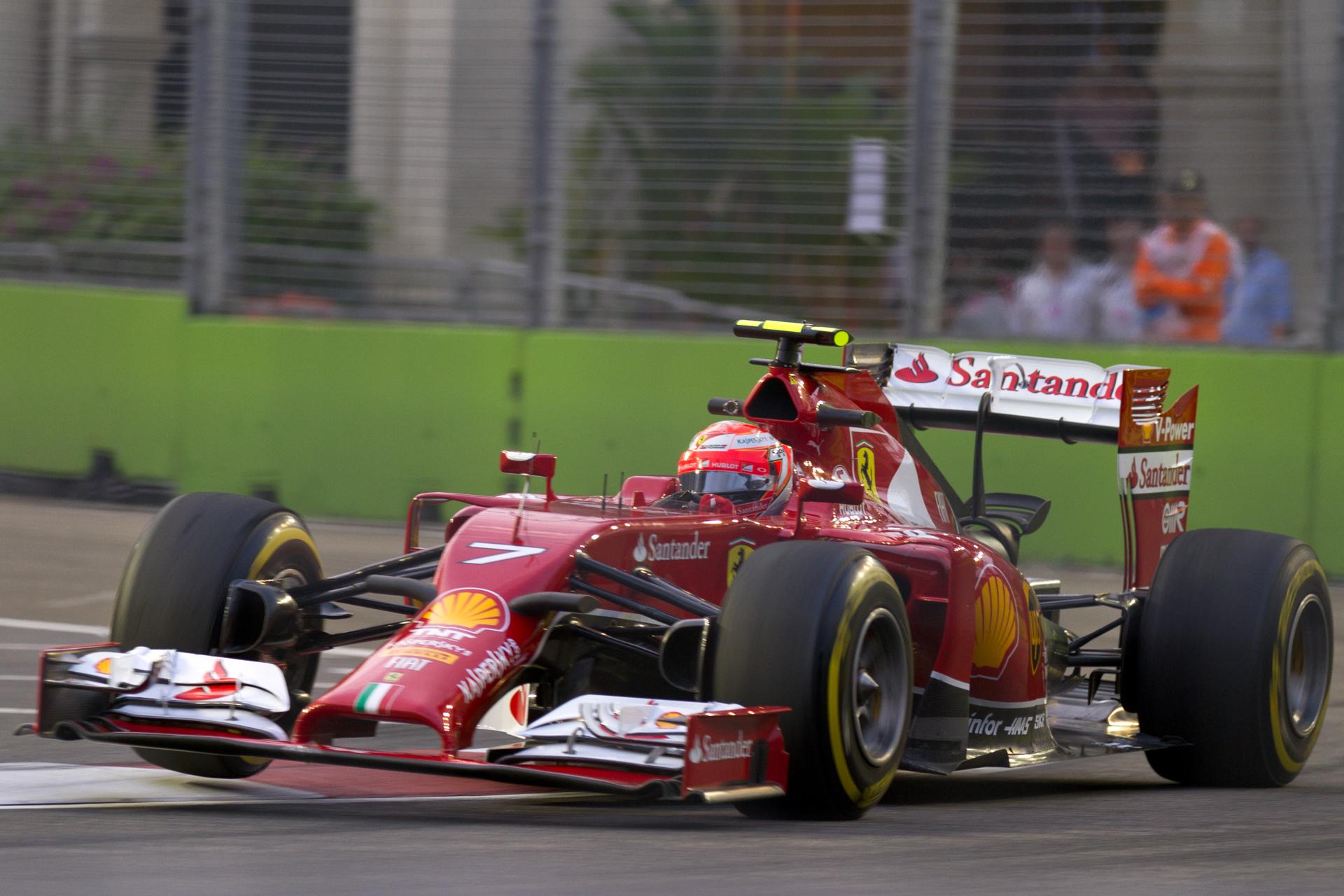
Kimi Räikkönen podczas Grand Prix Singapuru w bolidzie Ferrari F14 T (2014)

11 września 2013 Ferrari poinformowało na swojej stronie internetowej o podpisaniu z Räikkönenem kontraktu na dwa sezony – 2014 i 2015. Jego nowym partnerem stał się Fernando Alonso. Kibice zespołu z Maranello liczyli, że wyniki Räikkönena w zespole będzie się różniły od wyników Massy i Fin umożliwi ekipie walkę o tytuł mistrzowski wśród konstruktorów. Jednak już na początku sezonu stało się jasne, że konstrukcja Ferrari F14 T jest gorsza od tej z poprzedniego sezonu. Ponadto Räikkönen nie był w stanie nawiązać walki ze swoim partnerem zespołowym. Choć w większości wyścigów Fin zdobywał punkty, to zazwyczaj był to niewielkie zdobycze. Jedynie w wyścigu o Grand Prix Belgii walczył o miejsce na podium, dojeżdżając ostatecznie do mety na czwartej pozycji. Z dorobkiem 55 punktów został sklasyfikowany na dwunastej pozycji w końcowej klasyfikacji kierowców.

##### 2015
Räikkönen nie ukończył rozpoczynającego sezon Grand Prix Australii. Z powodu przedwczesnego wypuszczenia z alei serwisowej, a następstwie niedokręconego koła, po 49 okrążeniach musiał wycofać się z rywalizacji. W Grand Prix Malezji i Grand Prix Chin zajął czwarte miejsce. W Grand Prix Bahrajnu był drugi, a w kolejnych trzech wyścigach dojeżdżał do mety na punktowanych pozycjach. Podczas Grand Prix Austrii, zaraz po starcie, na wyjeździe z drugiego zakrętu stracił panowanie nad bolidem i zderzył się z Fernando Alonso, w efekcie musiał zakończyć rywalizację. Kolejne punkty zdobył w Grand Prix Wielkiej Brytanii. W czasie Grand Prix Węgier w bolidzie Räikkönena doszło do awarii MGU-K, przez co jechał on trzy sekundy wolniej Sebastiana Vettela, w dalszej fazie wyścigu Räikkönen został zmuszony do wycofania się z niego. Punktował w Grand Prix Belgii i Grand Prix Włoch, a w Grand Prix Singapuru był trzeci i czwarty w Grand Prix Japonii. Kolejne punkty zdobył w Grand Prix Rosji. Podczas Grand Prix Stanów Zjednoczonych na przesuszonym torze zderzył się ze ścianą, a w następstwie czego po kilku okrążeniach musiał zakończyć jazdę. W Grand Prix Meksyku zderzył się z Valtteri Bottasem, przez co nie ukończył wyścigu. Grand Prix Brazylii ukończył na czwartym miejscu, a w kończącym sezon Grand Prix Abu Zabi był trzeci. Zdobywając 150 punktów został sklasyfikowany na czwartej pozycji w klasyfikacji generalnej.

##### 2016

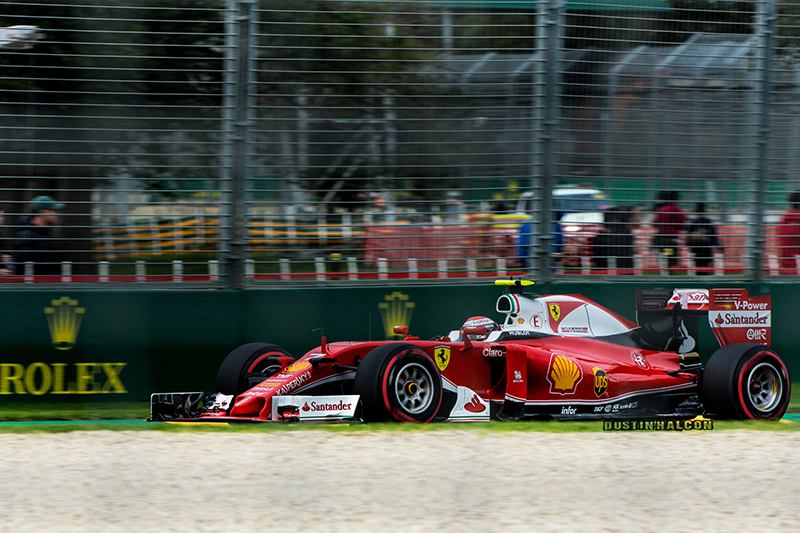
Kimi Räikkönen podczas Grand Prix Australii w bolidzie Ferrari SF16-H (2016)

Tak jak w poprzednim sezonie nie ukończył pierwszej rundy, Grand Prix Australii – w jego bolidzie doszło do awarii turbosprężarki.

### Pozostała działalność sportowa

#### Początki kariery kierowcy rajdowego (2009)
Pod koniec stycznia 2009 roku Räikkönen po raz pierwszy wystartował w profesjonalnym rajdzie samochodowym, pierwszej rundzie Rajdowych Mistrzostw Finlandii – 44. Arctic Lapland Rally. Zasiadł za kierownicą samochodu Abarth Grande Punto S2000 obsługiwanego przez Tommi Mäkinen Racing, a jego pilotem został Kaj Lindström (były pilot Mäkinena). Po pokonaniu dwunastu odcinków specjalnych o łącznej długości 230 km został sklasyfikowany na 13. miejscu (najwyższa pozycja samochodu S2000), ponad sześć minut za zwycięzcą Juhą Salo.
Po zakończeniu Arctic Lapland Rally Räikkönen zapowiedział, że w miarę możliwości będzie startował w innych rajdach. W połowie lutego Räikkönen poinformował o zgłoszeniu samochodu do drugiej rundy Mistrzostw Finlandii – Vaakuna Ralli Tym razem osobiście zajął się opisaniem trasy. Podczas rajdu arktycznego nie pozwolił na to jego harmonogram, a zadanie to wykonał za niego Tapio Laukkanen. Po piątym odcinku specjalnym zajmował siódme miejsce i walczył o szóstą lokatę z Teemu Arminenem, do którego tracił 2,2 s. Na szóstym i przedostatnim odcinku Räikkönen wypadł z trasy i pozostawał poza nią przez sześć minut. Tylko na tym odcinku został sklasyfikowany poza pierwszą dziesiątką. Strata była na tyle duża, że w imprezie uplasował się na 17. miejscu.
30 maja zadebiutował w rajdzie asfaltowym – odbywającym się we Włoszech Rally della Marca. Ponownie poprowadził Abartha przygotowanego przez ekipę Mäkinena. Wycofał się z rajdu na trzecim odcinku w wyniku zderzenia z kamieniem. Zniszczeniu uległo zawieszenie prawego, tylnego koła, które ostatecznie się urwało. Przed wypadkiem zajmował 8. miejsce w klasie S2000 i 17 w klasyfikacji generalnej. Po rajdzie Lindström zdradził, że w samochodzie Räikkönena od początku rajdu pojawiły się problemy z centralnym dyferencjałem, w związku z czym samochód przez większość rajdu miał tylko tylny napęd, a co jakiś czas włączał się napęd na cztery koła utrudniając prowadzenie.

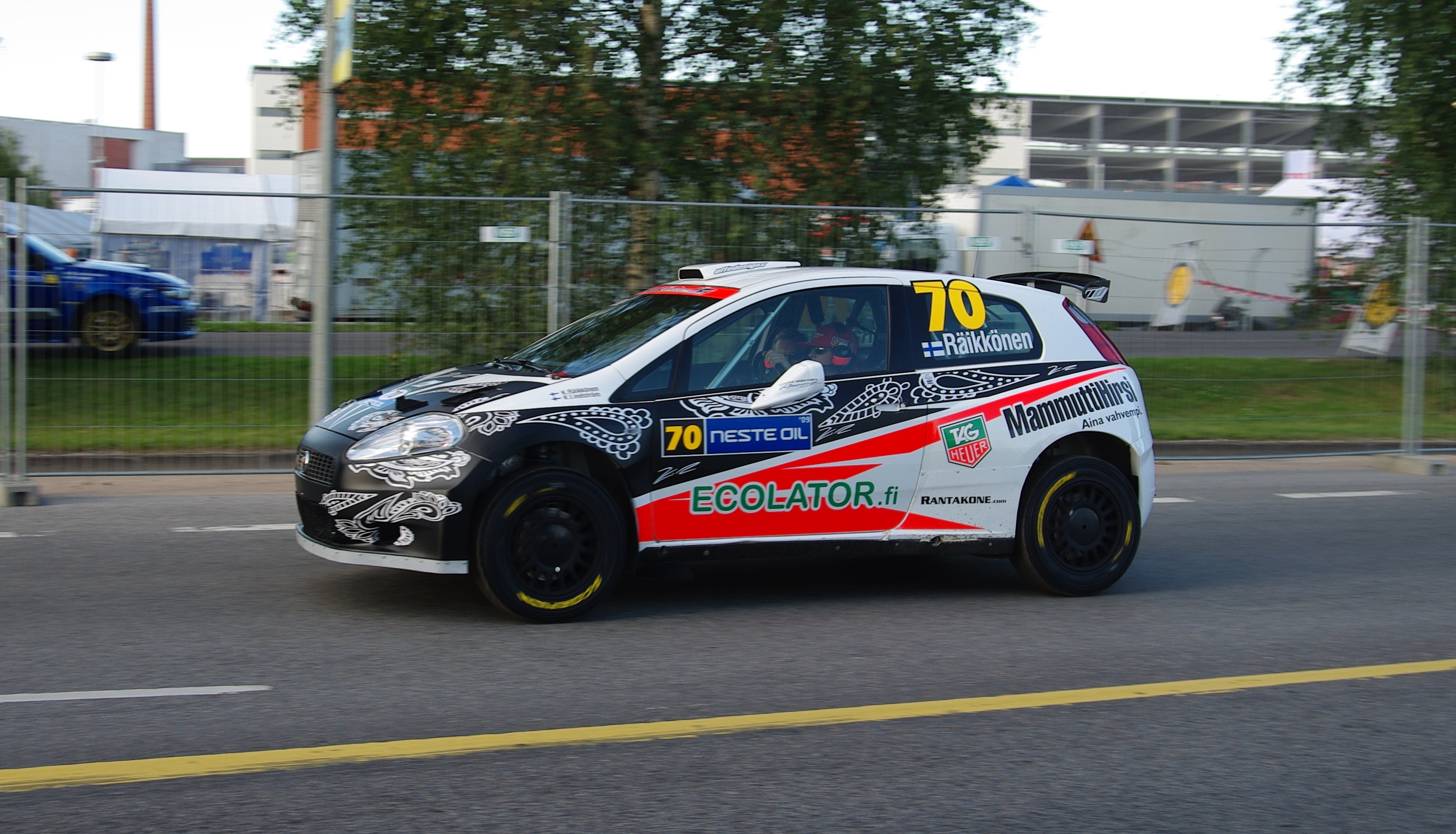
Räikkönen opuszcza park serwisowy podczas Rajdu Finlandii (2009)

Na przełomie lipca i sierpnia Räikkönen wziął udział w Rajdzie Finlandii zaliczanym do WRC. Przed samym rajdem wziął udział w testach podczas, których przejechał 250 km. Już podczas pierwszych odcinków rajdów tylko nieznacznie ustępował koledze z zespołu TMR, Antonowi Alenowi, a w ostatnich piątkowych odcinkach zaczął uzyskiwać lepsze czasy i znalazł się na czwartej pozycji w Grupie N pod koniec dnia. Podczas drugiego dnia w samochodzie Fina pojawiły się problemy z silnikiem, ale po wycofaniu się z rajdu Janne Tuohino i obronieniu się przed atakami Patrika Flodina zajmował trzecie miejsce w swojej klasie. Räikkönen odpadł z rajdu na 19. odcinku specjalnym, ostatnim zaplanowanym na sobotę. Na jednym z zakrętów pojechał za szeroko, uderzył w kamień i jego samochód kilkukrotnie koziołkował – kierowcy i pilotowi nic się nie stało.

#### Rajdowe Mistrzostwa Świata

##### 2010

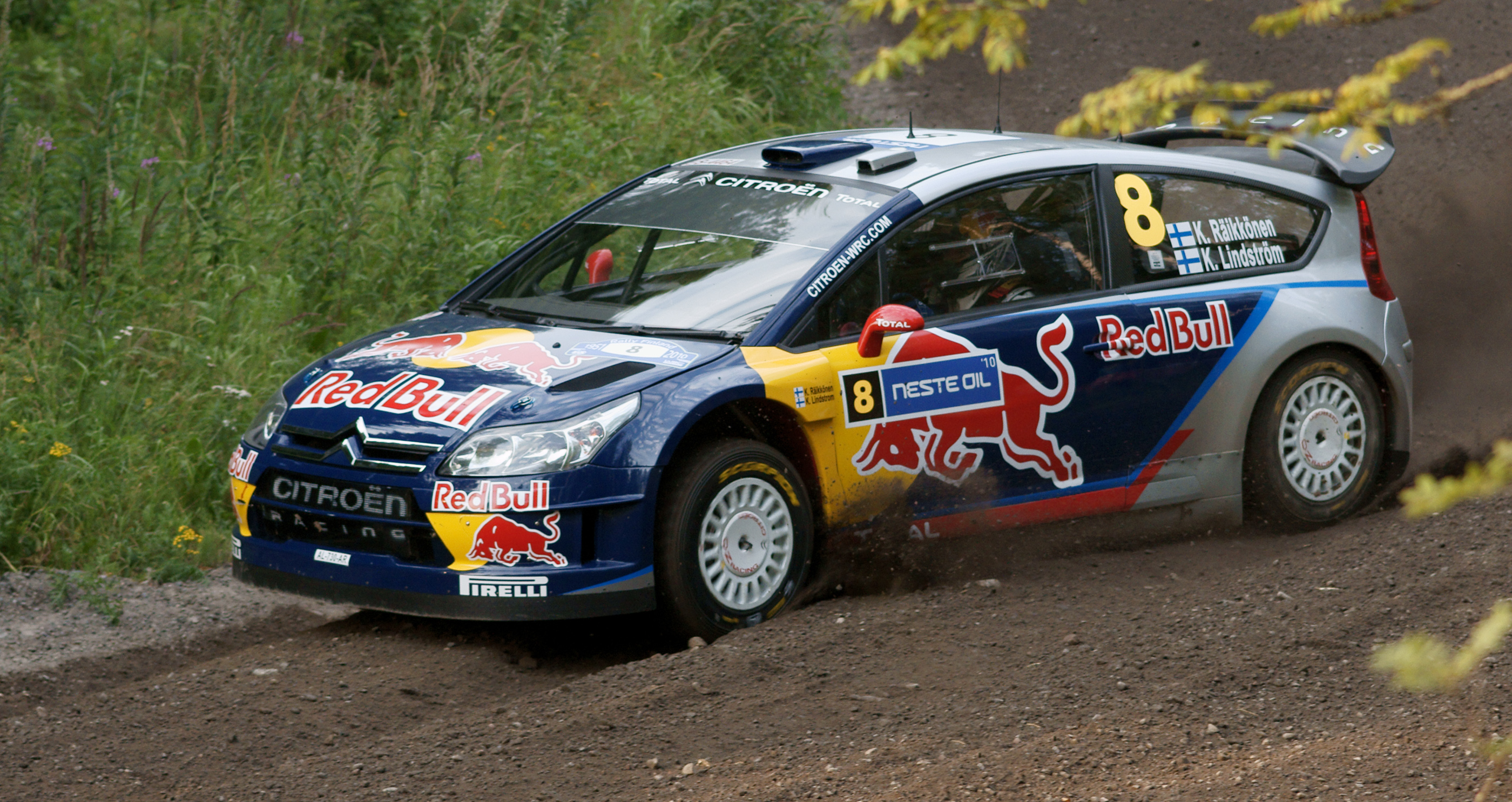
Kimi Räikkönen podczas Rajdu Finlandii w samochodzie Citroën C4 WRC (2010)

Jeszcze przed oficjalnym potwierdzeniem odejścia z Ferrari pojawiły się doniesienia o powrocie Räikkönena do zespołu McLaren, ale nie wykluczano także jego wycofania się. O możliwości podpisaniu kontraktu z Finem mówili także przedstawiciele Toyoty. Sam zainteresowany stwierdził, że jedyną opcją na pozostanie w Formule 1 jest kontrakt z dawnym pracodawcą.
Räikkönen nie zdołał dojść do porozumienia z McLarenem i zdecydował się na roczną przerwę, o czym jego menadżer poinformował 17 listopada. Jednocześnie pojawiły się pierwsze doniesienia łączące go z przejściem do Rajdowych Mistrzostw Świata. Sugerowano także kontrakt z Mercedesem. Ostatecznie potwierdzona została umowa z Citroënem na starty u boku Sébastiena Ogiera w juniorskim zespole Citroën Junior Team w sezonie 2010. Jego pilotem pozostał Kaj Lindström.
Pierwszym kontaktem Fina z Citroënem C4 WRC w warunkach rywalizacji miał miejsce podczas Arctic Lapland Rally, w którym wziął udział drugi rok z rzędu. Znajomość tras miała ułatwić zaznajomienie się z nowym samochodem. Jego występ wzbudził ogromne zainteresowanie i przyciągnął na rajd ok. 170 przedstawicieli mediów – trzykrotnie więcej niż zazwyczaj.
Do rywalizacji dołączył także inny kierowca Citroëna w WRC – Dani Sordo, dla którego występ w Rovaniemi stanowił test przed Rajdem Szwecji. Hiszpan z łatwością wygrał rywalizację w klasie A18 z Räikkönenem, który wypadł z drogi zaraz po rozpoczęciu drugiego odcinka specjalnego i uderzył w drzewo. Samochód udało się naprawić i wrócił do rywalizacji z dużą stratą i karą w postaci dodatkowych 90 sekund. Ostateczna strata do Sordo wyniosła ponad 35 min, ale pomijając drugi odcinek specjalny, Räikkönen straciłby ok. 5 min. Najlepszym miejscem w sezonie 2010 było piąte podczas Rajdu Turcji. Sezon zakończył na 10. miejscu zdobywając 25 punktów.

##### 2011

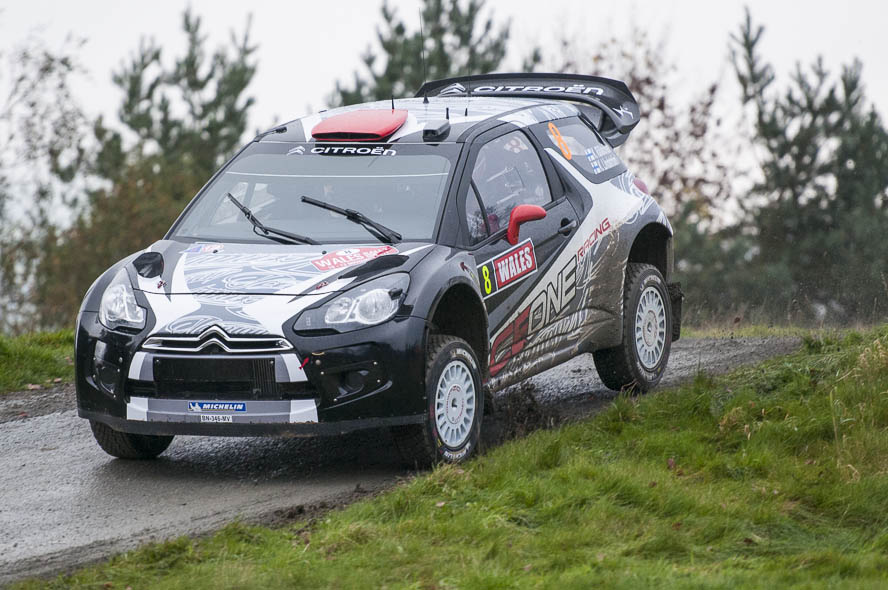
Kimi Räikkönen podczas Rajdu Wielkiej Brytanii w samochodzie Citroën DS3 WRC (2011)

Reprezentował w tym sezonie barwy własnego zespołu ICE 1 Racing. Sezon 2011 rozpoczął od startu w Rajdzie Szwecji w Citroënie DS3 WRC, gdzie zajął ósme miejsce. Najwyżej sklasyfikowany w tym sezonie, bo na 6. miejscu został w Rajdzie Jordanii i Rajdzie Niemiec. Sezon zakończył na 10. miejscu z dorobkiem 34 pkt.

## Wyniki

### Formuła 1
| Legenda oznaczeń w tabelach wyników Wyświetl szablon na nowej stronie | Legenda oznaczeń w tabelach wyników Wyświetl szablon na nowej stronie                                                                     |
| Oznaczenie                                                            | Wyjaśnienie |
| --------------------------------------------------------------------- | --- |
| Złoty                                                                 | Zwycięzca lub mistrzostwo |
| Srebrny                                                               | 2. miejsce lub wicemistrzostwo |
| Brązowy                                                               | 3. miejsce lub II wicemistrzostwo |
| Zielony                                                               | Ukończył, punktował (w klasyfikacji generalnej, gdy zdobył co najmniej jeden punkt na przestrzeni sezonu, poza trzema powyższymi opcjami) |
| Niebieski                                                             | Ukończył, nie punktował (w klasyfikacji generalnej, gdy nie zdobył co najmniej jednego punktu na przestrzeni sezonu)                      |
| Czerwony                                                              | Nie zakwalifikował się (NZ) |
| Czerwony                                                              | Nie prekwalifikował się (NPK) |
| Różowy                                                                | Nie ukończył (NU) |
| Różowy                                                                | Niesklasyfikowany (NS) (w klasyfikacji generalnej, gdy nie został sklasyfikowany w żadnym wyścigu sezonu)                                 |
| Czarny                                                                | Zdyskwalifikowany (DK) |
| Czarny                                                                | Wykluczony (WYK/EX) |
| Biały                                                                 | Nie wystartował (NW) |
| Biały                                                                 | Kontuzjowany (K/INJ) |
| Biały                                                                 | Wyścig odwołany (OD/C) |
| Bez koloru                                                            | Został wycofany (WYC/WD) |
| Bez koloru                                                            | Nie przybył (NP/DNA) |
| Bez koloru                                                            | Nie brał udziału w treningach (NT/DNP) |
| Bez koloru                                                            | Nie został zgłoszony (–) |
| Pogrubienie                                                           | Start z pole position |
| Kursywa                                                               | Najszybsze okrążenie wyścigu |
| †                                                                     | Nie ukończył, ale jego rezultat został zaliczony ze względu na przejechanie więcej niż 90% dystansu wyścigu.                              |
| *                                                                     | Sezon w trakcie |
| 1/2/3                                                                 | Punktowana pozycja w sprincie |
| Lista systemów punktacji Formuły 1                                    | |

| Rok  | Zespół                    | Samochód        | Silnik                     | Wyniki w poszczególnych eliminacjach | Wyniki w poszczególnych eliminacjach | Wyniki w poszczególnych eliminacjach | Wyniki w poszczególnych eliminacjach | Wyniki w poszczególnych eliminacjach | Wyniki w poszczególnych eliminacjach | Wyniki w poszczególnych eliminacjach | Wyniki w poszczególnych eliminacjach | Wyniki w poszczególnych eliminacjach | Wyniki w poszczególnych eliminacjach | Wyniki w poszczególnych eliminacjach | Wyniki w poszczególnych eliminacjach | Wyniki w poszczególnych eliminacjach | Wyniki w poszczególnych eliminacjach | Wyniki w poszczególnych eliminacjach | Wyniki w poszczególnych eliminacjach | Wyniki w poszczególnych eliminacjach | Wyniki w poszczególnych eliminacjach | Wyniki w poszczególnych eliminacjach | Wyniki w poszczególnych eliminacjach | Wyniki w poszczególnych eliminacjach | Wyniki w poszczególnych eliminacjach | Pkt. | Poz. |
| ---- | ------------------------- | --------------- | -------------------------- | ------------------------------------ | ------------------------------------ | ------------------------------------ | ------------------------------------ | ------------------------------------ | ------------------------------------ | ------------------------------------ | ------------------------------------ | ------------------------------------ | ------------------------------------ | ------------------------------------ | ------------------------------------ | ------------------------------------ | ------------------------------------ | ------------------------------------ | ------------------------------------ | ------------------------------------ | ------------------------------------ | ------------------------------------ | ------------------------------------ | ------------------------------------ | ------------------------------------ | ---- | ---- |
| 2001 | Red Bull Sauber Petronas  | Sauber C20      | Petronas 01A 3.0 V10       | AUS                                  | MAL                                  | BRA                                  | SMR                                  | ESP                                  | AUT                                  | MON                                  | CAN                                  | EUR                                  | FRA                                  | GBR                                  | GER                                  | HUN                                  | BEL                                  | ITA                                  | USA                                  | JPN                                  |                                      |                                      |                                      |                                      |                                      | 9    | 10   |
| 2001 | Red Bull Sauber Petronas  | Sauber C20      | Petronas 01A 3.0 V10       | 6                                    | NU                                   | NU                                   | NU                                   | 8                                    | 4                                    | 10                                   | 4                                    | 10                                   | 7                                    | 5                                    | NU                                   | 7                                    | NW                                   | 7                                    | NU                                   | NU                                   |                                      |                                      |                                      |                                      |                                      | 9    | 10   |
| 2002 | West McLaren Mercedes     | McLaren MP4-17  | Mercedes FO 110M 3.0 V10   | AUS                                  | MAL                                  | BRA                                  | SMR                                  | ESP                                  | AUT                                  | MON                                  | CAN                                  | EUR                                  | GBR                                  | FRA                                  | GER                                  | HUN                                  | BEL                                  | ITA                                  | USA                                  | JPN                                  |                                      |                                      |                                      |                                      |                                      | 24   | 6    |
| 2002 | West McLaren Mercedes     | McLaren MP4-17  | Mercedes FO 110M 3.0 V10   | 3                                    | NU                                   | 12†                                  | NU                                   | NU                                   | NU                                   | NU                                   | 4                                    | 3                                    | NU                                   | 2                                    | NU                                   | 4                                    | NU                                   | NU                                   | NU                                   | 3                                    |                                      |                                      |                                      |                                      |                                      | 24   | 6    |
| 2003 | West McLaren Mercedes     | McLaren MP4-17D | Mercedes FO 110M/P 3.0 V10 | AUS                                  | MAL                                  | BRA                                  | SMR                                  | ESP                                  | AUT                                  | MON                                  | CAN                                  | EUR                                  | FRA                                  | GBR                                  | GER                                  | HUN                                  | ITA                                  | USA                                  | JPN                                  |                                      |                                      |                                      |                                      |                                      |                                      | 91   | 2    |
| 2003 | West McLaren Mercedes     | McLaren MP4-17D | Mercedes FO 110M/P 3.0 V10 | 3                                    | 1                                    | 2                                    | 2                                    | NU                                   | 2                                    | 2                                    | 5                                    | NU                                   | 4                                    | 3                                    | NU                                   | 2                                    | 4                                    | 2                                    | 2                                    |                                      |                                      |                                      |                                      |                                      |                                      | 91   | 2    |
| 2004 | West McLaren Mercedes     |                 | Mercedes FO 110Q 3.0 V10   | AUS                                  | MAL                                  | BHR                                  | SMR                                  | ESP                                  | MON                                  | EUR                                  | CAN                                  | USA                                  | FRA                                  | GBR                                  | GER                                  | HUN                                  | BEL                                  | ITA                                  | CHN                                  | JPN                                  | BRA                                  |                                      |                                      |                                      |                                      | 45   | 7    |
| 2004 | West McLaren Mercedes     | McLaren MP4-19  | Mercedes FO 110Q 3.0 V10   | NU                                   | NU                                   | NU                                   | 8                                    | 11                                   | NU                                   | NU                                   | 5                                    | 6                                    | –                                    | –                                    | –                                    | –                                    | –                                    | –                                    | –                                    | –                                    | –                                    |                                      |                                      |                                      |                                      | 45   | 7    |
| 2004 | West McLaren Mercedes     | McLaren MP4-19B | Mercedes FO 110Q 3.0 V10   | –                                    | –                                    | –                                    | –                                    | –                                    | –                                    | –                                    | –                                    | –                                    | 7                                    | 2                                    | NU                                   | NU                                   | 1                                    | NU                                   | 3                                    | 6                                    | 2                                    |                                      |                                      |                                      |                                      | 45   | 7    |
| 2005 |                           | McLaren MP4-20  | Mercedes FO 110R 3.0 V10   | AUS                                  | MAL                                  | BHR                                  | SMR                                  | ESP                                  | MON                                  | EUR                                  | CAN                                  | USA                                  | FRA                                  | GBR                                  | GER                                  | HUN                                  | TUR                                  | ITA                                  | BEL                                  | BRA                                  | JPN                                  | CHN                                  |                                      |                                      |                                      | 112  | 2    |
| 2005 | West McLaren Mercedes     | McLaren MP4-20  | Mercedes FO 110R 3.0 V10   | 8                                    | 9                                    | 3                                    | NU                                   | 1                                    | 1                                    | 11†                                  | 1                                    | NW                                   | 2                                    | 3                                    | NU                                   | –                                    | –                                    | –                                    | –                                    | –                                    | –                                    | –                                    |                                      |                                      |                                      | 112  | 2    |
| 2005 | Team McLaren Mercedes     | McLaren MP4-20  | Mercedes FO 110R 3.0 V10   | –                                    | –                                    | –                                    | –                                    | –                                    | –                                    | –                                    | –                                    | –                                    | –                                    | –                                    | –                                    | 1                                    | 1                                    | 4                                    | 1                                    | 2                                    | 1                                    | 2                                    |                                      |                                      |                                      | 112  | 2    |
| 2006 | Team McLaren Mercedes     | McLaren MP4-21  | Mercedes FO 108S 2.4 V8    | BHR                                  | MAL                                  | AUS                                  | SMR                                  | EUR                                  | ESP                                  | MON                                  | GBR                                  | CAN                                  | USA                                  | FRA                                  | GER                                  | HUN                                  | TUR                                  | ITA                                  | CHN                                  | JPN                                  | BRA                                  |                                      |                                      |                                      |                                      | 65   | 5    |
| 2006 | Team McLaren Mercedes     | McLaren MP4-21  | Mercedes FO 108S 2.4 V8    | 3                                    | NU                                   | 2                                    | 5                                    | 4                                    | 5                                    | NU                                   | 3                                    | 3                                    | NU                                   | 5                                    | 3                                    | NU                                   | NU                                   | 2                                    | NU                                   | 5                                    | 5                                    |                                      |                                      |                                      |                                      | 65   | 5    |
| 2007 | Scuderia Ferrari Marlboro | Ferrari F2007   | Ferrari 056 2,4l V8        | AUS                                  | MAL                                  | BHR                                  | ESP                                  | MON                                  | CAN                                  | USA                                  | FRA                                  | GBR                                  | EUR                                  | HUN                                  | TUR                                  | ITA                                  | BEL                                  | JPN                                  | CHN                                  | BRA                                  |                                      |                                      |                                      |                                      |                                      | 110  | 1    |
| 2007 | Scuderia Ferrari Marlboro | Ferrari F2007   | Ferrari 056 2,4l V8        | 1                                    | 3                                    | 3                                    | NU                                   | 8                                    | 5                                    | 4                                    | 1                                    | 1                                    | NU                                   | 2                                    | 2                                    | 3                                    | 1                                    | 3                                    | 1                                    | 1                                    |                                      |                                      |                                      |                                      |                                      | 110  | 1    |
| 2008 | Scuderia Ferrari Marlboro | Ferrari F2008   | Ferrari 056 2,4l V8        | AUS                                  | MAL                                  | BHR                                  | ESP                                  | TUR                                  | MON                                  | CAN                                  | FRA                                  | GBR                                  | GER                                  | HUN                                  | EUR                                  | BEL                                  | ITA                                  | SIN                                  | JPN                                  | CHN                                  | BRA                                  |                                      |                                      |                                      |                                      | 75   | 3    |
| 2008 | Scuderia Ferrari Marlboro | Ferrari F2008   | Ferrari 056 2,4l V8        | 8†                                   | 1                                    | 2                                    | 1                                    | 3                                    | 9                                    | NU                                   | 2                                    | 4                                    | 6                                    | 3                                    | NU                                   | 18†                                  | 9                                    | 15†                                  | 3                                    | 3                                    | 3                                    |                                      |                                      |                                      |                                      | 75   | 3    |
| 2009 | Scuderia Ferrari Marlboro | Ferrari F60     | Ferrari 056 2.4 V8         | AUS                                  | MAL                                  | CHN                                  | BHR                                  | ESP                                  | MON                                  | TUR                                  | GBR                                  | GER                                  | HUN                                  | EUR                                  | BEL                                  | ITA                                  | SIN                                  | JPN                                  | BRA                                  | ABU                                  |                                      |                                      |                                      |                                      |                                      | 48   | 6    |
| 2009 | Scuderia Ferrari Marlboro | Ferrari F60     | Ferrari 056 2.4 V8         | 15†                                  | 14                                   | 10                                   | 6                                    | NU                                   | 3                                    | 9                                    | 8                                    | NU                                   | 2                                    | 3                                    | 1                                    | 3                                    | 10                                   | 4                                    | 6                                    | 12                                   |                                      |                                      |                                      |                                      |                                      | 48   | 6    |
| 2012 | Lotus F1 Team             | Lotus E20       | Renault RS27-2012 2.4 V8   | AUS                                  | MAL                                  | CHN                                  | BHR                                  | ESP                                  | MON                                  | CAN                                  | EUR                                  | GBR                                  | GER                                  | HUN                                  | BEL                                  | ITA                                  | SIN                                  | JPN                                  | KOR                                  | IND                                  | ABU                                  | USA                                  | BRA                                  |                                      |                                      | 207  | 3    |
| 2012 | Lotus F1 Team             | Lotus E20       | Renault RS27-2012 2.4 V8   | 7                                    | 5                                    | 14                                   | 2                                    | 3                                    | 9                                    | 8                                    | 2                                    | 5                                    | 3                                    | 2                                    | 3                                    | 5                                    | 6                                    | 6                                    | 5                                    | 7                                    | 1                                    | 6                                    | 10                                   |                                      |                                      | 207  | 3    |
| 2013 | Lotus F1 Team             | Lotus E21       | Renault RS27-2013 2.4 V8   | AUS                                  | MAL                                  | CHN                                  | BHR                                  | ESP                                  | MON                                  | CAN                                  | GBR                                  | GER                                  | HUN                                  | BEL                                  | ITA                                  | SIN                                  | KOR                                  | JPN                                  | IND                                  | ABU                                  | USA                                  | BRA                                  |                                      |                                      |                                      | 183  | 5    |
| 2013 | Lotus F1 Team             | Lotus E21       | Renault RS27-2013 2.4 V8   | 1                                    | 7                                    | 2                                    | 2                                    | 2                                    | 10                                   | 9                                    | 5                                    | 2                                    | 2                                    | NU                                   | 11                                   | 3                                    | 2                                    | 5                                    | 7                                    | NU                                   | –                                    | –                                    |                                      |                                      |                                      | 183  | 5    |
| 2014 | Scuderia Ferrari          | Ferrari F14 T   | Ferrari 059/3 1.6 V6 t     | AUS                                  | MAL                                  | BHR                                  | CHN                                  | ESP                                  | MON                                  | CAN                                  | AUT                                  | GBR                                  | GER                                  | HUN                                  | BEL                                  | ITA                                  | SIN                                  | JPN                                  | RUS                                  | USA                                  | BRA                                  | ABU                                  |                                      |                                      |                                      | 55   | 12   |
| 2014 | Scuderia Ferrari          | Ferrari F14 T   | Ferrari 059/3 1.6 V6 t     | 7                                    | 12                                   | 10                                   | 8                                    | 7                                    | 12                                   | 10                                   | 10                                   | NU                                   | 11                                   | 6                                    | 4                                    | 9                                    | 8                                    | 12                                   | 9                                    | 13                                   | 7                                    | 10                                   |                                      |                                      |                                      | 55   | 12   |
| 2015 | Scuderia Ferrari          | Ferrari SF15-T  | Ferrari 059/4 1.6 V6 t     | AUS                                  | MAL                                  | CHN                                  | BHR                                  | ESP                                  | MON                                  | CAN                                  | AUT                                  | GBR                                  | HUN                                  | BEL                                  | ITA                                  | SIN                                  | JPN                                  | RUS                                  | USA                                  | MEX                                  | BRA                                  | ABU                                  |                                      |                                      |                                      | 150  | 4    |
| 2015 | Scuderia Ferrari          | Ferrari SF15-T  | Ferrari 059/4 1.6 V6 t     | NU                                   | 4                                    | 4                                    | 2                                    | 5                                    | 6                                    | 4                                    | NU                                   | 8                                    | NU                                   | 7                                    | 5                                    | 3                                    | 4                                    | 8                                    | NU                                   | NU                                   | 4                                    | 3                                    |                                      |                                      |                                      | 150  | 4    |
| 2016 | Scuderia Ferrari          | Ferrari SF16-H  | Ferrari 059/5 1.6 V6 t     | AUS                                  | BHR                                  | CHN                                  | RUS                                  | ESP                                  | MON                                  | CAN                                  | EUR                                  | AUT                                  | GBR                                  | HUN                                  | GER                                  | BEL                                  | ITA                                  | SIN                                  | MAL                                  | JPN                                  | USA                                  | MEX                                  | BRA                                  | ABU                                  |                                      | 186  | 6    |
| 2016 | Scuderia Ferrari          | Ferrari SF16-H  | Ferrari 059/5 1.6 V6 t     | NU                                   | 2                                    | 5                                    | 3                                    | 2                                    | NU                                   | 6                                    | 4                                    | 3                                    | 5                                    | 6                                    | 6                                    | 9                                    | 4                                    | 4                                    | 4                                    | 5                                    | NU                                   | 6                                    | NU                                   | 6                                    |                                      | 186  | 6    |
| 2017 | Scuderia Ferrari          | Ferrari SF70H   | Ferrari 062 1.6 V6 t       | AUS                                  | CHN                                  | BHR                                  | RUS                                  | ESP                                  | MON                                  | CAN                                  | AZE                                  | AUT                                  | GBR                                  | HUN                                  | BEL                                  | ITA                                  | SIN                                  | MAL                                  | JPN                                  | USA                                  | MEX                                  | BRA                                  | ABU                                  |                                      |                                      | 205  | 4    |
| 2017 | Scuderia Ferrari          | Ferrari SF70H   | Ferrari 062 1.6 V6 t       | 4                                    | 5                                    | 4                                    | 3                                    | NU                                   | 2                                    | 7                                    | 14†                                  | 5                                    | 3                                    | 2                                    | 4                                    | 5                                    | NU                                   | NW                                   | 5                                    | 3                                    | 3                                    | 3                                    | 4                                    |                                      |                                      | 205  | 4    |
| 2018 | Scuderia Ferrari          | Ferrari SF71H   | Ferrari 062 EVO 1.6 V6 t   | AUS                                  | BHR                                  | CHN                                  | AZE                                  | ESP                                  | MON                                  | CAN                                  | FRA                                  | AUT                                  | GBR                                  | GER                                  | HUN                                  | BEL                                  | ITA                                  | SIN                                  | RUS                                  | JPN                                  | USA                                  | MEX                                  | BRA                                  | ABU                                  |                                      | 251  | 3    |
| 2018 | Scuderia Ferrari          | Ferrari SF71H   | Ferrari 062 EVO 1.6 V6 t   | 3                                    | NU                                   | 3                                    | 2                                    | NU                                   | 4                                    | 6                                    | 3                                    | 2                                    | 3                                    | 3                                    | 3                                    | NU                                   | 2                                    | 5                                    | 4                                    | 5                                    | 1                                    | 3                                    | 3                                    | NU                                   |                                      | 251  | 3    |
| 2019 | Alfa Romeo Racing         | Alfa Romeo C38  | Ferrari 064 1.6 V6 t       | AUS                                  | BHR                                  | CHN                                  | AZE                                  | ESP                                  | MON                                  | CAN                                  | FRA                                  | AUT                                  | GBR                                  | GER                                  | HUN                                  | BEL                                  | ITA                                  | SIN                                  | RUS                                  | JPN                                  | MEX                                  | USA                                  | BRA                                  | ABU                                  |                                      | 43   | 12   |
| 2019 | Alfa Romeo Racing         | Alfa Romeo C38  | Ferrari 064 1.6 V6 t       | 8                                    | 7                                    | 9                                    | 10                                   | 14                                   | 17                                   | 15                                   | 7                                    | 9                                    | 8                                    | 12                                   | 7                                    | 16                                   | 15                                   | NU                                   | 13                                   | 12                                   | NU                                   | 11                                   | 4                                    | 13                                   |                                      | 43   | 12   |
| 2020 | Alfa Romeo Racing ORLEN   | Alfa Romeo C39  | Ferrari 065 1.6 V6 t       | AUT                                  | STY                                  | HUN                                  | GBR                                  | 70A                                  | ESP                                  | BEL                                  | ITA                                  | TUS                                  | RUS                                  | EIF                                  | POR                                  | EMI                                  | TUR                                  | BHR                                  | SKH                                  | ABU                                  |                                      |                                      |                                      |                                      |                                      | 4    | 16   |
| 2020 | Alfa Romeo Racing ORLEN   | Alfa Romeo C39  | Ferrari 065 1.6 V6 t       | NU                                   | 11                                   | 15                                   | 17                                   | 15                                   | 14                                   | 12                                   | 13                                   | 9                                    | 14                                   | 12                                   | 11                                   | 9                                    | 15                                   | 15                                   | 14                                   | 12                                   |                                      |                                      |                                      |                                      |                                      | 4    | 16   |
| 2021 | Alfa Romeo Racing ORLEN   | Alfa Romeo C41  | Ferrari 065/6 1.6T         | Bahrajn                              | Emilia-Romania                       | Portugalia                           | Hiszpania                            | Monako                               | Azerbejdżan                          | Francja                              |                                      | Austria                              | Wielka Brytania                      | Węgry                                | Belgia                               | Holandia                             | Włochy                               | Rosja                                | Turcja                               | Stany Zjednoczone                    | Meksyk                               |                                      | Katar                                | Arabia Saudyjska                     |                                      | 10   | 16   |
| 2021 | Alfa Romeo Racing ORLEN   | Alfa Romeo C41  | Ferrari 065/6 1.6T         | 11                                   | 13                                   | NU                                   | 12                                   | 11                                   | 10                                   | 17                                   | 11                                   | 15                                   | 15                                   | 10                                   | 18                                   | WD                                   | –                                    | 8                                    | 12                                   | 13                                   | 8                                    | 12                                   | 14                                   | 15                                   | NU                                   | 10   | 16   |

* – Sezon w trakcie.

### WRC
| Legenda oznaczeń w tabelach wyników Wyświetl szablon na nowej stronie | Legenda oznaczeń w tabelach wyników Wyświetl szablon na nowej stronie                                                                     |
| Oznaczenie                                                            | Wyjaśnienie |
| --------------------------------------------------------------------- | --- |
| Złoty                                                                 | Zwycięzca lub mistrzostwo |
| Srebrny                                                               | 2. miejsce lub wicemistrzostwo |
| Brązowy                                                               | 3. miejsce lub II wicemistrzostwo |
| Zielony                                                               | Ukończył, punktował (w klasyfikacji generalnej, gdy zdobył co najmniej jeden punkt na przestrzeni sezonu, poza trzema powyższymi opcjami) |
| Niebieski                                                             | Ukończył, nie punktował (w klasyfikacji generalnej, gdy nie zdobył co najmniej jednego punktu na przestrzeni sezonu)                      |
| Czerwony                                                              | Nie zakwalifikował się (NZ) |
| Czerwony                                                              | Nie prekwalifikował się (NPK) |
| Różowy                                                                | Nie ukończył (NU) |
| Różowy                                                                | Niesklasyfikowany (NS) (w klasyfikacji generalnej, gdy nie został sklasyfikowany w żadnym wyścigu sezonu)                                 |
| Czarny                                                                | Zdyskwalifikowany (DK) |
| Czarny                                                                | Wykluczony (WYK/EX) |
| Biały                                                                 | Nie wystartował (NW) |
| Biały                                                                 | Kontuzjowany (K/INJ) |
| Biały                                                                 | Wyścig odwołany (OD/C) |
| Bez koloru                                                            | Został wycofany (WYC/WD) |
| Bez koloru                                                            | Nie przybył (NP/DNA) |
| Bez koloru                                                            | Nie brał udziału w treningach (NT/DNP) |
| Bez koloru                                                            | Nie został zgłoszony (–) |
| Pogrubienie                                                           | Start z pole position |
| Kursywa                                                               | Najszybsze okrążenie wyścigu |
| †                                                                     | Nie ukończył, ale jego rezultat został zaliczony ze względu na przejechanie więcej niż 90% dystansu wyścigu.                              |
| *                                                                     | Sezon w trakcie |
| 1/2/3                                                                 | Punktowana pozycja w sprincie |
| Lista systemów punktacji Formuły 1                                    | |

| Rok  | Zespół               | Samochód                | Wyniki w poszczególnych eliminacjach | Wyniki w poszczególnych eliminacjach | Wyniki w poszczególnych eliminacjach | Wyniki w poszczególnych eliminacjach | Wyniki w poszczególnych eliminacjach | Wyniki w poszczególnych eliminacjach | Wyniki w poszczególnych eliminacjach | Wyniki w poszczególnych eliminacjach | Wyniki w poszczególnych eliminacjach | Wyniki w poszczególnych eliminacjach | Wyniki w poszczególnych eliminacjach | Wyniki w poszczególnych eliminacjach | Wyniki w poszczególnych eliminacjach | Pkt. | Poz. |
| ---- | -------------------- | ----------------------- | ------------------------------------ | ------------------------------------ | ------------------------------------ | ------------------------------------ | ------------------------------------ | ------------------------------------ | ------------------------------------ | ------------------------------------ | ------------------------------------ | ------------------------------------ | ------------------------------------ | ------------------------------------ | ------------------------------------ | ---- | ---- |
| 2009 |                      |                         | Irlandia                             | Norwegia                             | Cypr                                 | Portugalia                           | Argentyna                            | Włochy                               | Grecja                               | Polska                               | Finlandia                            | Australia                            | Hiszpania                            | Wielka Brytania                      |                                      | 0    | NS   |
| 2009 | Tommi Mäkinen Racing | Fiat Grande Punto S2000 | –                                    | –                                    | –                                    | –                                    | –                                    | –                                    | –                                    | –                                    | NU                                   | –                                    | –                                    | –                                    |                                      | 0    | NS   |
| 2010 |                      |                         | Szwecja                              | Meksyk                               | Jordania                             | Turcja                               | Nowa Zelandia                        | Portugalia                           | Bułgaria                             | Finlandia                            | Niemcy                               | Japonia                              | Francja                              | Hiszpania                            | Wielka Brytania                      | 25   | 10   |
| 2010 | Citroën Junior Team  | Citroën C4 WRC          | 29                                   | NU                                   | 8                                    | 5                                    | –                                    | 10                                   | 11                                   | 25                                   | 7                                    | NU                                   | NU                                   | –                                    | 8                                    | 25   | 10   |
| 2011 |                      |                         | Szwecja                              | Meksyk                               | Portugalia                           | Jordania                             | Włochy                               | Argentyna                            | Grecja                               | Finlandia                            | Niemcy                               | Australia                            | Francja                              | Hiszpania                            | Wielka Brytania                      | 34   | 10   |
| 2011 | ICE 1 Racing         | Citroën DS3 WRC         | 8                                    | –                                    | 7                                    | 6                                    | –                                    | –                                    | 7                                    | 9                                    | 6                                    | –                                    | NU                                   | NU                                   | NU                                   | 34   | 10   |

### Podsumowanie
| Rok  | Seria/Zawody                                   | Zespół                                      | Wyś. | Zw. | PP | NO | Podia | Pkt. | Poz. |
| ---- | ---------------------------------------------- | ------------------------------------------- | ---- | --- | -- | -- | ----- | ---- | ---- |
| 1999 | Europejska Formuła Ford                        | ?                                           | 2    | ?   | ?  | ?  | ?     | ?    | 5    |
| 1999 | Festiwal Formuły Ford                          | Continental Racing Van Diemen               | 1    | 0   | 0  | 0  | 0     | –    | NS   |
| 1999 | Brytyjska Formuła Renault 2000 – Puchar zimowy | Manor Motorsport                            | 4    | 4   | ?  | ?  | 4     | 40   | 1    |
| 1999 | Brytyjska Formuła Renault 2000                 | Haywood Racing                              | 4    | 0   | 0  | ?  | 1     | 0    | NS   |
| 2000 | Europejski Puchar Formuły Renault 2000         | Manor Motorsport                            | 2    | 2   | 1  | 1  | 2     | 62   | 7    |
| 2000 | Brytyjska Formuła Renault 2000                 | Manor Motorsport                            | 10   | 7   | 6  | 7  | 10    | 316  | 1    |
| 2001 | Formuła 1                                      | Red Bull Sauber Petronas                    | 17   | 0   | 0  | 0  | 0     | 9    | 10   |
| 2002 | Formuła 1                                      | West McLaren Mercedes                       | 17   | 0   | 0  | 1  | 4     | 24   | 6    |
| 2003 | Formuła 1                                      | West McLaren Mercedes                       | 16   | 1   | 2  | 3  | 10    | 91   | 2    |
| 2004 | Formuła 1                                      | West McLaren Mercedes                       | 18   | 1   | 1  | 2  | 4     | 45   | 7    |
| 2005 | Formuła 1                                      | West McLaren Mercedes Team McLaren Mercedes | 19   | 7   | 5  | 10 | 12    | 112  | 2    |
| 2006 | Formuła 1                                      | Team McLaren Mercedes                       | 18   | 0   | 3  | 3  | 6     | 65   | 5    |
| 2007 | Formuła 1                                      | Scuderia Ferrari Marlboro                   | 17   | 6   | 3  | 6  | 12    | 110  | 1    |
| 2008 | Formuła 1                                      | Scuderia Ferrari Marlboro                   | 18   | 2   | 2  | 10 | 9     | 75   | 3    |
| 2009 | Formuła 1                                      | Scuderia Ferrari Marlboro                   | 17   | 1   | 0  | 0  | 5     | 48   | 6    |
| 2009 | Rajdowe Mistrzostwa Świata                     | Tommi Mäkinen Racing                        | 1    | 0   | 0  | 0  | 0     | 0    | NS   |
| 2010 | Rajdowe Mistrzostwa Świata                     | Citroën Junior Team                         | 11   | 0   | 0  | 0  | 0     | 25   | 10   |
| 2011 | Rajdowe Mistrzostwa Świata                     | Ice 1 Racing                                | 9    | 0   | 0  | 0  | 0     | 34   | 10   |
| 2011 | NASCAR Camping World Truck Series              | Kyle Busch Motorsports                      | 1    | 0   | 0  | 0  | 0     | 0    | NS   |
| 2011 | NASCAR Nationwide Series                       | NEMCO Motorsports                           | 1    | 0   | 0  | 0  | 0     | 0    | NS   |
| 2012 | Formuła 1                                      | Lotus F1 Team                               | 20   | 1   | 0  | 2  | 7     | 207  | 3    |
| 2013 | Formuła 1                                      | Lotus F1 Team                               | 17   | 1   | 0  | 2  | 8     | 183  | 5    |
| 2014 | Formuła 1                                      | Scuderia Ferrari                            | 19   | 0   | 0  | 1  | 0     | 55   | 12   |
| 2015 | Formuła 1                                      | Scuderia Ferrari                            | 19   | 0   | 0  | 2  | 3     | 150  | 4    |
| 2016 | Formuła 1                                      | Scuderia Ferrari                            | 21   | 0   | 0  | 1  | 4     | 186  | 6    |
| 2017 | Formuła 1                                      | Scuderia Ferrari                            | 20   | 0   | 1  | 2  | 7     | 205  | 4    |
| 2018 | Formuła 1                                      | Scuderia Ferrari                            | 21   | 1   | 1  | 1  | 12    | 251  | 3    |
| 2019 | Formuła 1                                      | Alfa Romeo Racing                           | 21   | 0   | 0  | 0  | 0     | 43   | 12   |
| 2020 | Formuła 1                                      | Alfa Romeo Racing ORLEN                     | 17   | 0   | 0  | 0  | 0     | 4    | 16   |
| 2021 | Formuła 1                                      | Alfa Romeo Racing ORLEN                     | 20   | 0   | 0  | 0  | 0     | 10   | 16   |
| 2022 | NASCAR Cup Series                              | Trackhouse Racing Team                      | 1    | 0   | 0  | 0  | 0     | 1    | 41   |

* – Sezon w trakcie.

## Rekordy

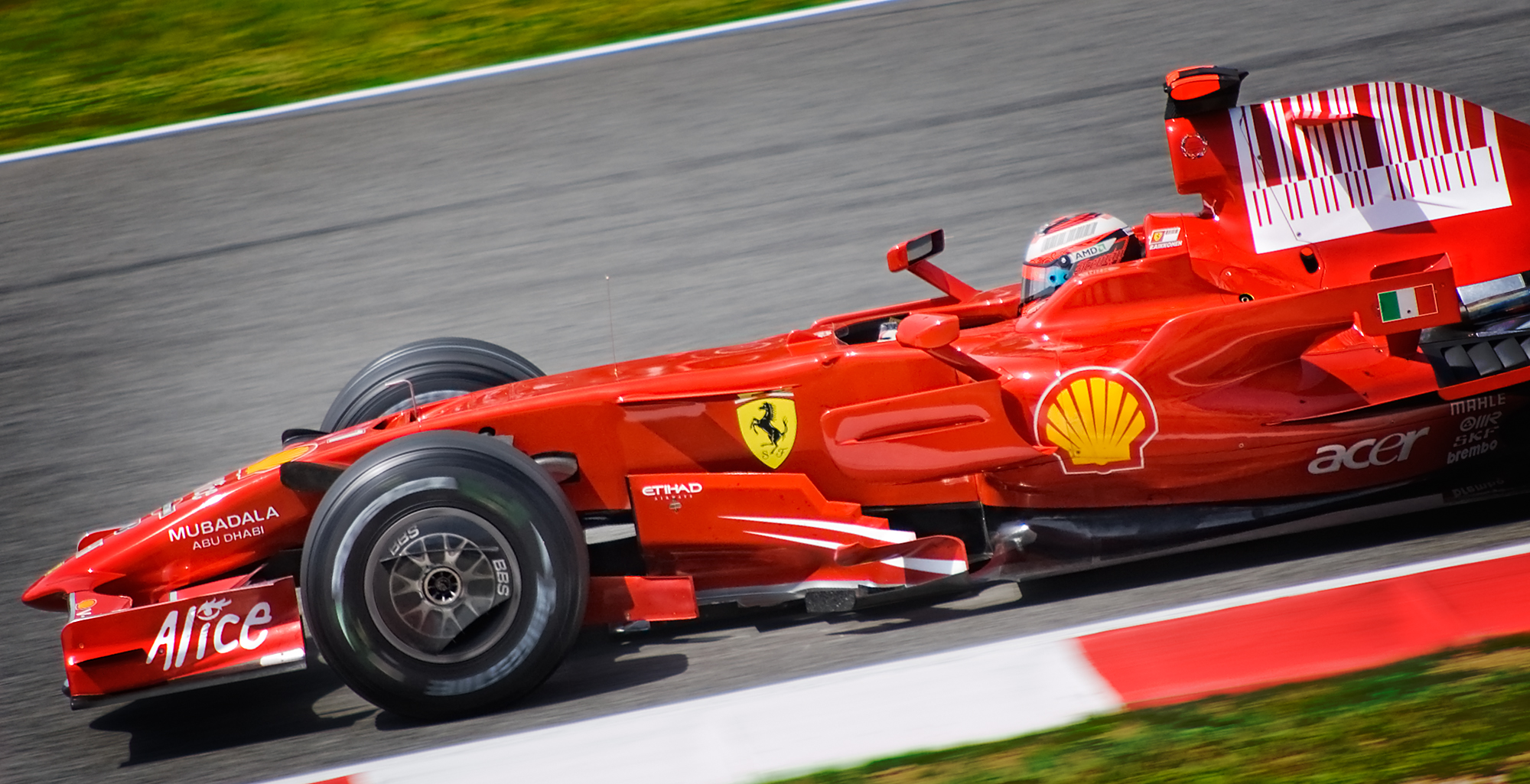
Podczas Grand Prix Hiszpanii, Kimi Räikkönen ustanowił rekord okrążenia Circuit de Barcelona-Catalunya (2008)

| Rekord                          | Liczba          |
| ------------------------------- | --------------- |
| Rekord okrążenia Hockenheimring | 1:13.780 (2004) |
| Rekord okrążenia Sochi Autodrom | 1:36.844 (2017) |

## Życie prywatne
Räikkönen 31 sierpnia 2004 ożenił się z Jenni Dahlman, fińską modelką i Miss Skandynawii z 2001.
W lutym 2013 r. para rozstała się po 8 latach małżeństwa. Oprócz sportów motorowych interesuje się również hokejem na lodzie (kibicuje drużynie Blues z rodzinnego miasta Espoo) i snowboardem. Obecnie mieszka w Szwajcarii.
Jego starszy brat Rämi Räikkönen jest kierowcą rajdowym, a w 2007 startował także w Fińskiej Formule 3, pięciokrotnie stając na najniższym stopniu podium i kończąc mistrzostwa na trzeciej pozycji.
27 stycznia 2015 Räikkönen został po raz pierwszy ojcem. Jego partnerka Minttu Virtanen urodziła w Szwajcarii chłopca o imieniu Robin.
17 maja 2017 roku po raz drugi został ojcem.
W 2015 roku zajął 32. miejsce na liście najlepiej zarabiających sportowców dwutygodnika Forbes.